# ニホンジカ
ニホンジカ (Cervus nippon) は、哺乳綱偶蹄目（鯨偶蹄目とする見解もあり）シカ科シカ属に分類される偶蹄類（シカ）である。

## 分布
北東アジアからインドシナ半島にかけて広く分布するが、大陸の分布地は細切れで絶滅した個体群も多い。ベトナム、台湾、朝鮮半島の野生個体群は絶滅したと考えられている。極東ロシア、中国内陸部および南部に点々と分布地があり、まとまった面積で分布しているのは日本列島のみである。日本では北海道から本州、四国および九州に分布。また周辺の島にも分布する。台湾では一度は野生絶滅したものの再野生化運動によって野生下に再導入されている。

### 外来種として
国外外来種としてはヨーロッパおよび北米大陸、ニュージーランドなどに移入分布している。庭園で観賞用として飼育するために欧米へ移入されたものが野生化（英語版）している。
タイワンジカが日本でも観光用に移入され、和歌山県の友ヶ島で野生化しており、遺伝解析よりタイワンジカとサンバーとアカシカが交雑した家畜個体由来であることが明らかとなっている。2016年には大阪府岬町でタイワンジカとホンシュウジカの交雑第1世代の個体が捕獲されており、遺伝的攪乱の拡大が懸念されている。
アイルランドでは1860年代に動物コレクターでもあったパワーズコート卿がニホンジカを輸入した後に、これらの子孫が定着している。アカシカの生息域を奪うなど影響を与えている。

## 亜種分類
ミトコンドリアDNAの分子系統解析では日本の個体群は北海道から兵庫県にかけての北日本系統と、対馬・屋久島なども含めて兵庫県から西の南日本系統に分かれるという結果が得られている。
以下の亜種の分類はGrrub (2005) に、分布・和名は三浦 (1986) に、英名はIUCN (2016) に従う。ただし、基亜種の命名者についてはFeldhamer (1980)・谷戸ら (2022) に従う。

### 現存亜種
C. n. yesoensis (Heude, 1884) エゾシカ
日本（北海道）。模式産地は蝦夷。
C. n. aplodontus (Heude, 1884)
日本（本州北部）。模式産地はnorth of Tokyo。
ホンシュウジカC. n. centralis（模式産地は日光市）はシノニムとされる。
C. n. nippon Temminck, 1836 キュウシュウジカ
日本（四国、九州など）
C. n. mageshimae Kuroda & Okada, 1950 マゲシカ
日本（馬毛島、種子島）
C. n. yakushimae Kuroda & Okada, 1950 ヤクシカ
日本（屋久島、口永良部島）
C. n. keramae (Kuroda, 1924) ケラマジカ
日本（慶良間諸島）。江戸時代に九州から移入されたとされている。ミトコンドリアDNAを用いた系統解析から九州島のシカと遺伝的差異がないことが明らかとなっている。
C. n. hortulorum Swinhoe, 1864 ウスリージカ
ウスリー地方。模式産地は頤和園。
C. n. kopschi Swinhoe, 1873 コプシュジカ、チャンシージカ South China sika deer
中華人民共和国南東部。
C. n. mantchuricus Swinhoe, 1864 マンシュウジカ（野生絶滅亜種）Manchurian sika deer
中華人民共和国北東部、朝鮮半島、ロシア沿海地方。模式産地は満州。
C. n. pseudaxis Gervais, 1841 ベトナムジカ Vietnamese sika deer
ベトナム
C. n. sichuanicus Guo, Chen & Wang, 1978 Sichuan sika deer
C. n. soloensis (Heude, 1888)
C. n. taiouanus Blyth, 1860 タイワンジカ（野生絶滅亜種）Formosan sika deer
台湾。模式産地は台湾。

### 絶滅亜種
†C. n. grassianus (Heude, 1884) シャンシージカ （絶滅亜種）Shanxi sika deer
中華人民共和国（陝西省）
†C. n. mandarinus Milne-Edwards, 1874 ネッカジカ（絶滅亜種）North China sika deer
中華人民共和国（河北省、山東省、山東省）
†C. n. sintikuensis
台湾

### 日本列島

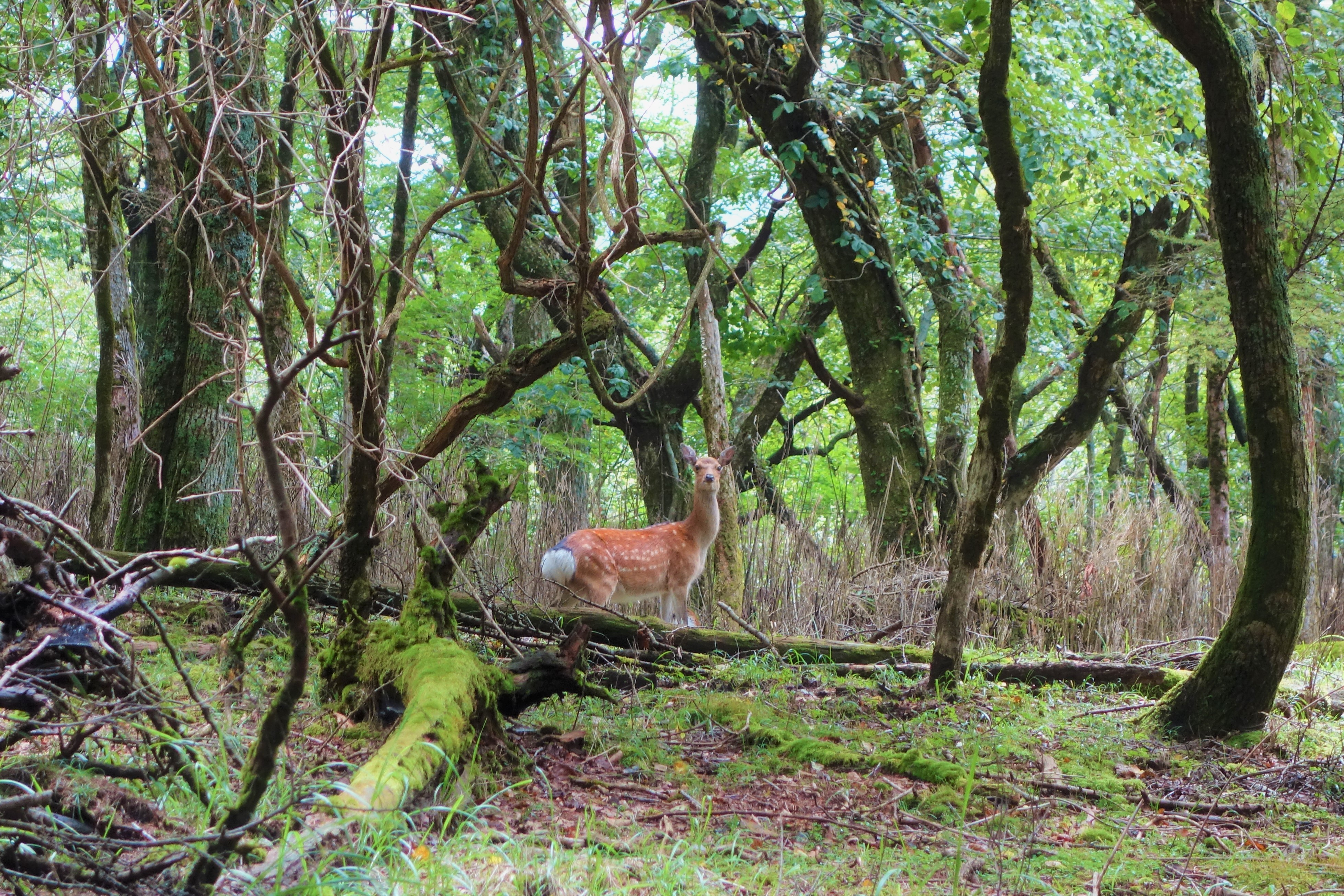
祖母山の千間平で撮影されたキュウシュウジカ。

日本列島に生息するニホンジカは、形態と分布によってエゾシカ、ホンシュウジカ、キュウシュウジカ、マゲシカ、ヤクシカ、ケラマジカの6亜種に分類にされることが比較的広く認知されている。
一方、近年の分子系統解析によって、日本列島のニホンジカは形態的な亜種分類とは異なる大きく南北2つの系統、北日本グループ（北海道、本州東部、四国東部）と、南日本グループ（本州西部、四国西部、九州および周辺島嶼個体群）に大別されることが明らかとなっている。近年急速に分布が拡大しており、環境省の調査によれば1978年から2018までの約40年間の間に生息域が2.7倍に拡大し、国土の約7割に生息しているとされている。瀬戸内海の 島々にはかつてはその多くにシカが棲んでいたと考えられるが、現在では淡路島、鹿久居島、小豆島、因島、生口島、宮島の6島のみであり、鹿久居島、因島などでは絶滅寸前とも言われる。大三島のシカはミカン栽培のために山が切り開かれた際に絶滅し、1964年（昭和39年）を最後の記録とする。
エゾシカ（エゾジカ） C.n.yesoensis 【北海道】
北海道に生息する。
ホンシュウジカ C.n.centralis 【本州】
本州島およびその周辺の島嶼に生息する。奈良県奈良市一円に生息する個体群については国の天然記念物「奈良のシカ」に登録されている。
キュウシュウジカ C.n.nippon 【四国、九州】
四国と九州島、五島列島などに生息している。江戸時代にヨーロッパで分類に使用された亜種であるため、亜種名が「nippon」（基亜種）になっている。
マゲシカ C.n.mageshimae 【馬毛島、種子島】
鹿児島県の種子島と馬毛島に生息している。馬毛島（まげしま）は、種子島の沖に位置する小島。10世紀の生息（狩猟）記録があり、少なくとも1000年以上にわたり小島で維持されてきたと考えられる。2023年1月より、島全体の大規模開発が進められている。また、阿久根大島、臥蛇島、喜界島には人為的に移入されている。
ヤクシカ C.n.yakushimae 【屋久島、口永良部島】
鹿児島県の屋久島と口永良部島に生息している。屋久島には12,000 - 16,000頭ほどがいると推定されている。オス成獣の角が4本に枝分かれするキュウシュウジカに対して、ヤクシカは3本が普通である。近年急激に増加し、世界遺産の島での管理のあり方が問われている。
ケラマジカ C.n.keramae 【慶良間諸島】
沖縄県の慶良間諸島の久場島、阿嘉島、屋嘉比島、慶留間島に生息している。このうち、屋嘉比島と慶留間島は、「ケラマジカおよびその生息地」として国の天然記念物に登録されている。古文書などから江戸時代に薩摩地方から移入された個体の末裔であることが明らかとなっているほか、ミトコンドリアDNAを使用した分子系統解析からも九州島の個体群と遺伝的差異がないことが明らかとなっている。
お、対馬に生息する個体群をツシマジカを亜種（C.n.pulchellus）もしくは、独立種（Cervus pulchellus）として扱うとする学説も存在したもののミトコンドリアDNAの系統解析からは山口県や大分県などの個体とに極めて近いことがわかり、近年は亜種としない記述が多い。

### 関連画像

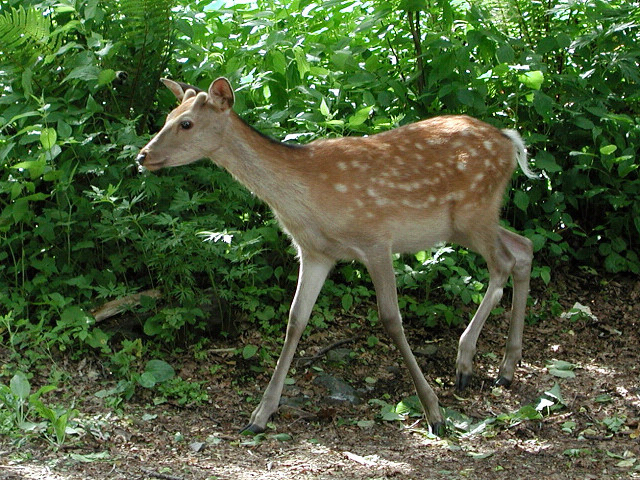
エゾシカ C. n. yesoensis
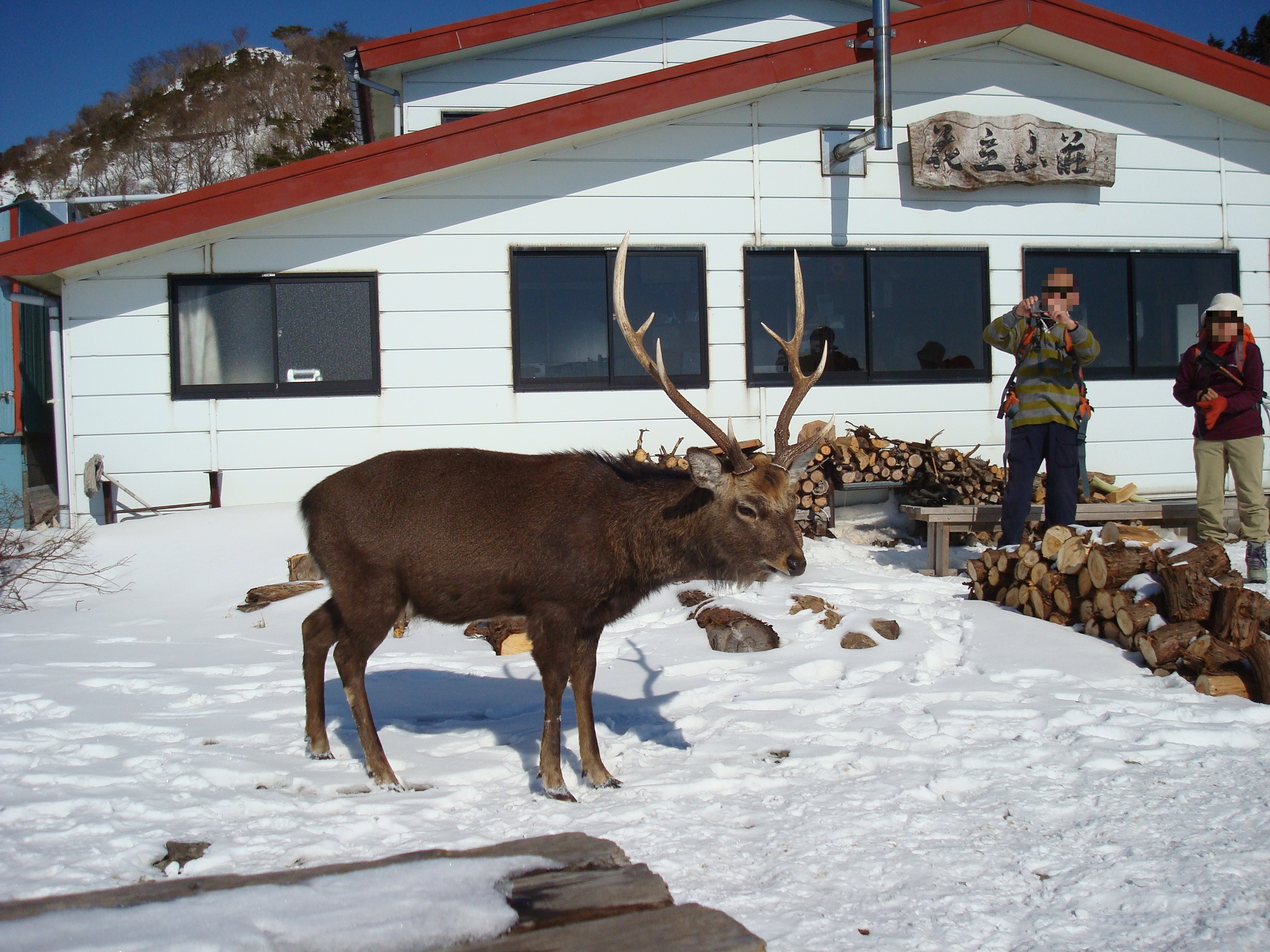
ホンシュウジカ C. n. centralis（aplodontus）
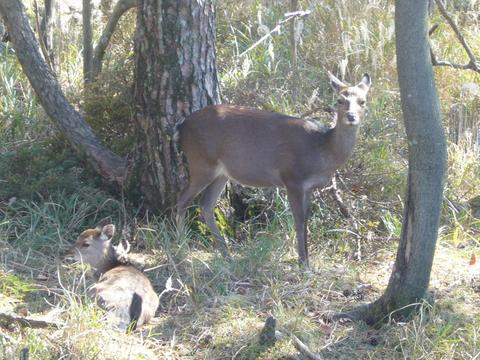
キュウシュウジカ C. n. nippon
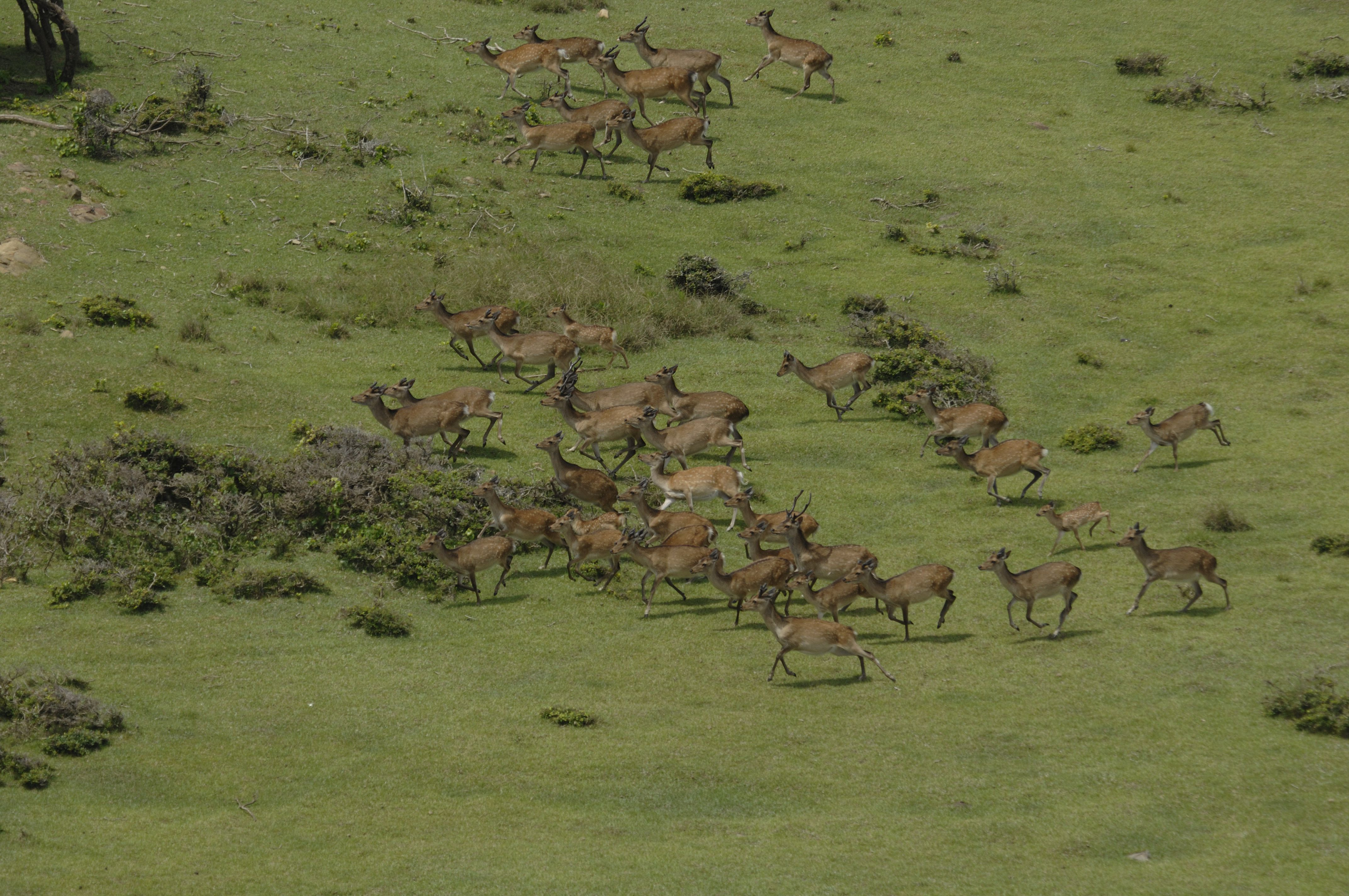
ヤクシカ C. n. yakushimae
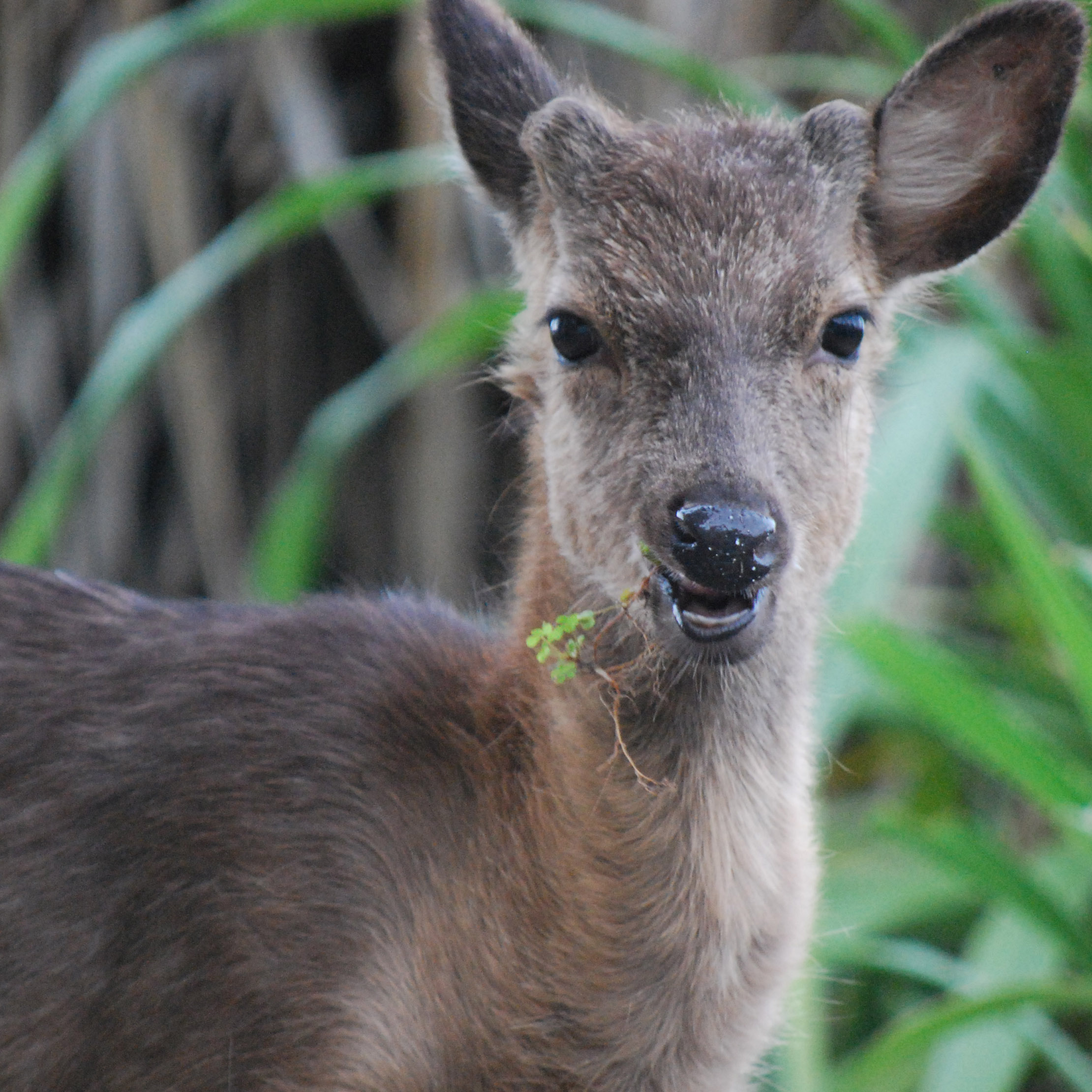
マゲシカ C. n. mageshimae
- ケラマジカ
C. n. keramae
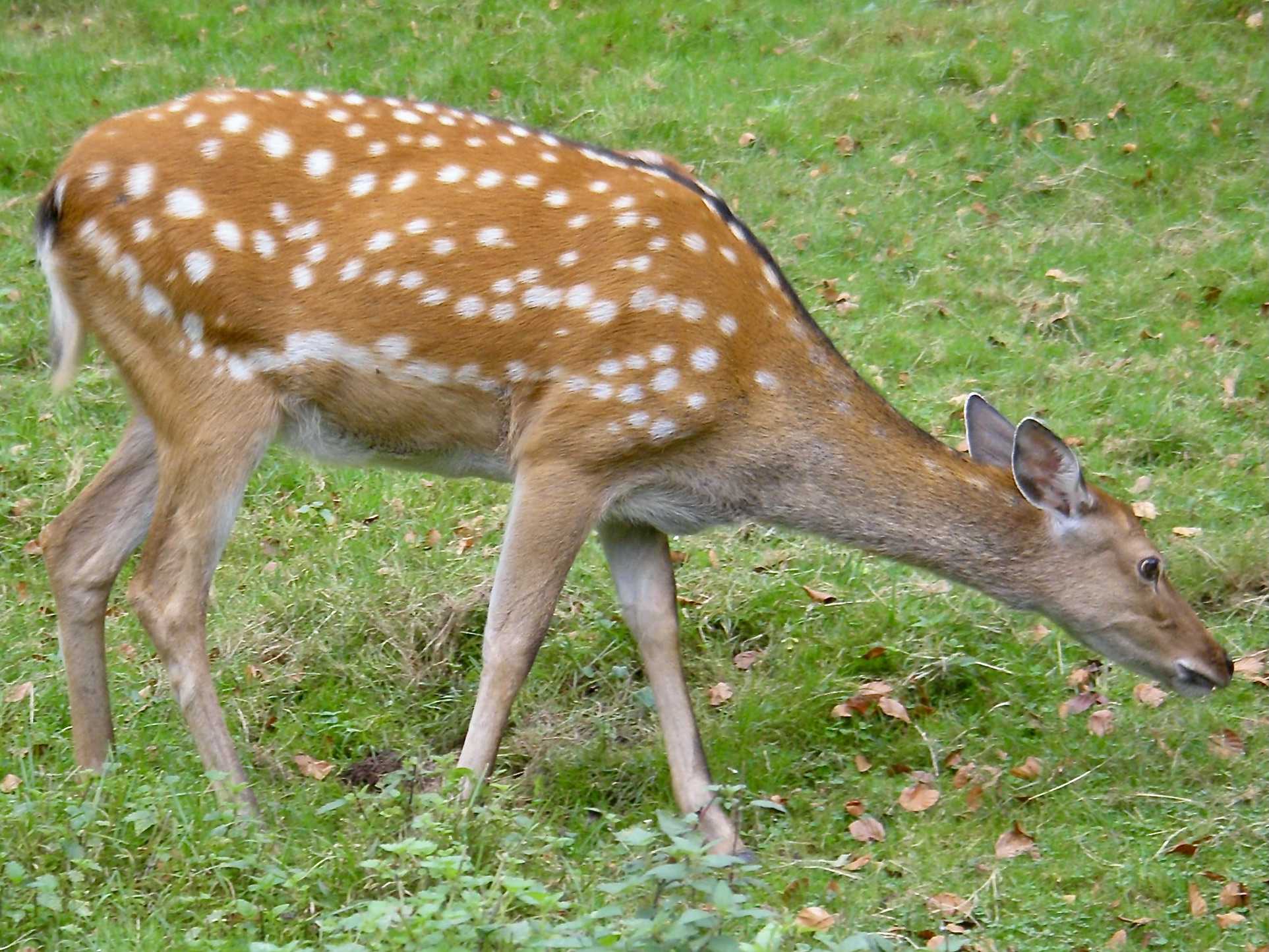
マンシュウジカ（英語版） C. n. mantchuricus
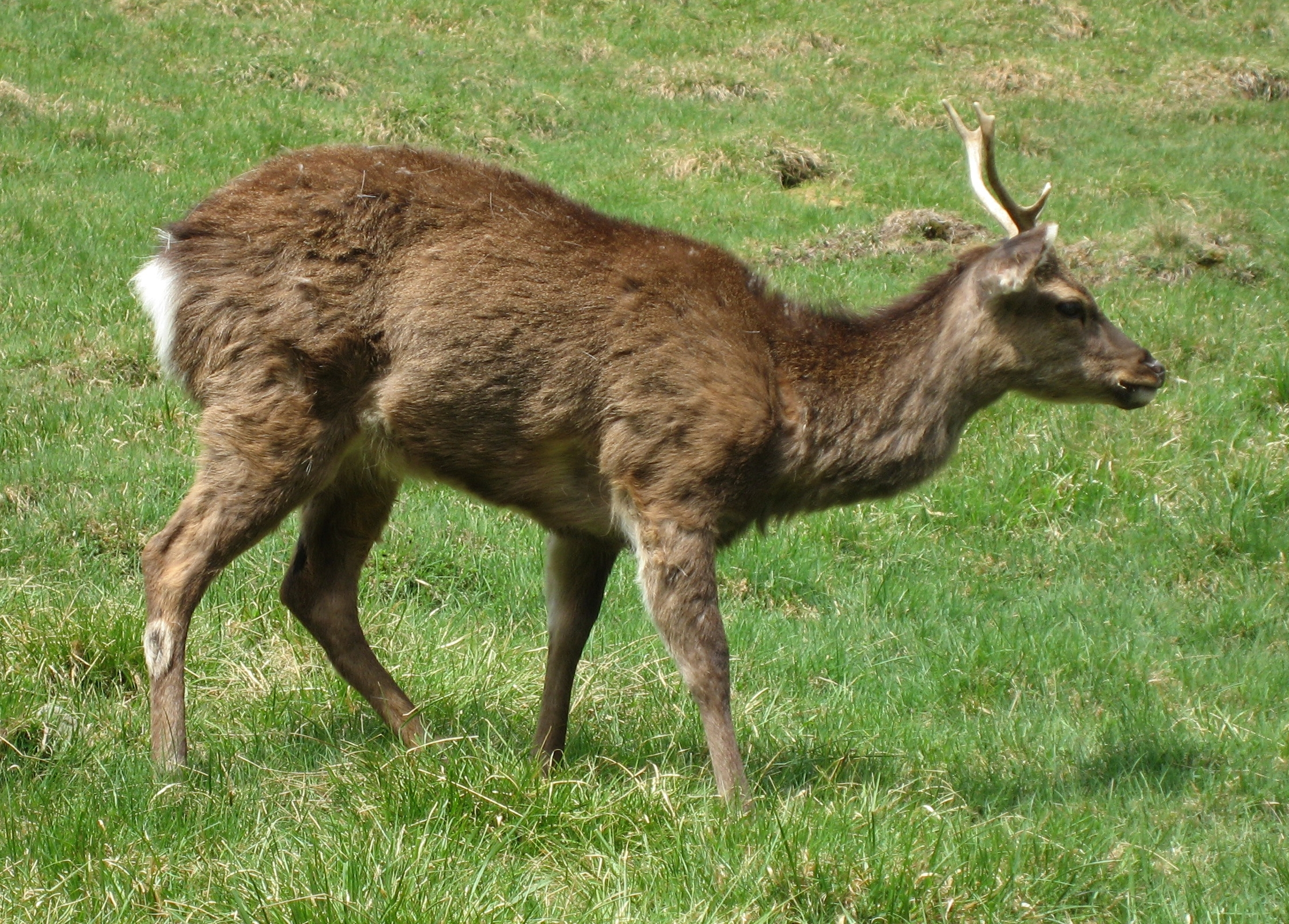
タイワンジカ（英語版） C. n. taiouanus
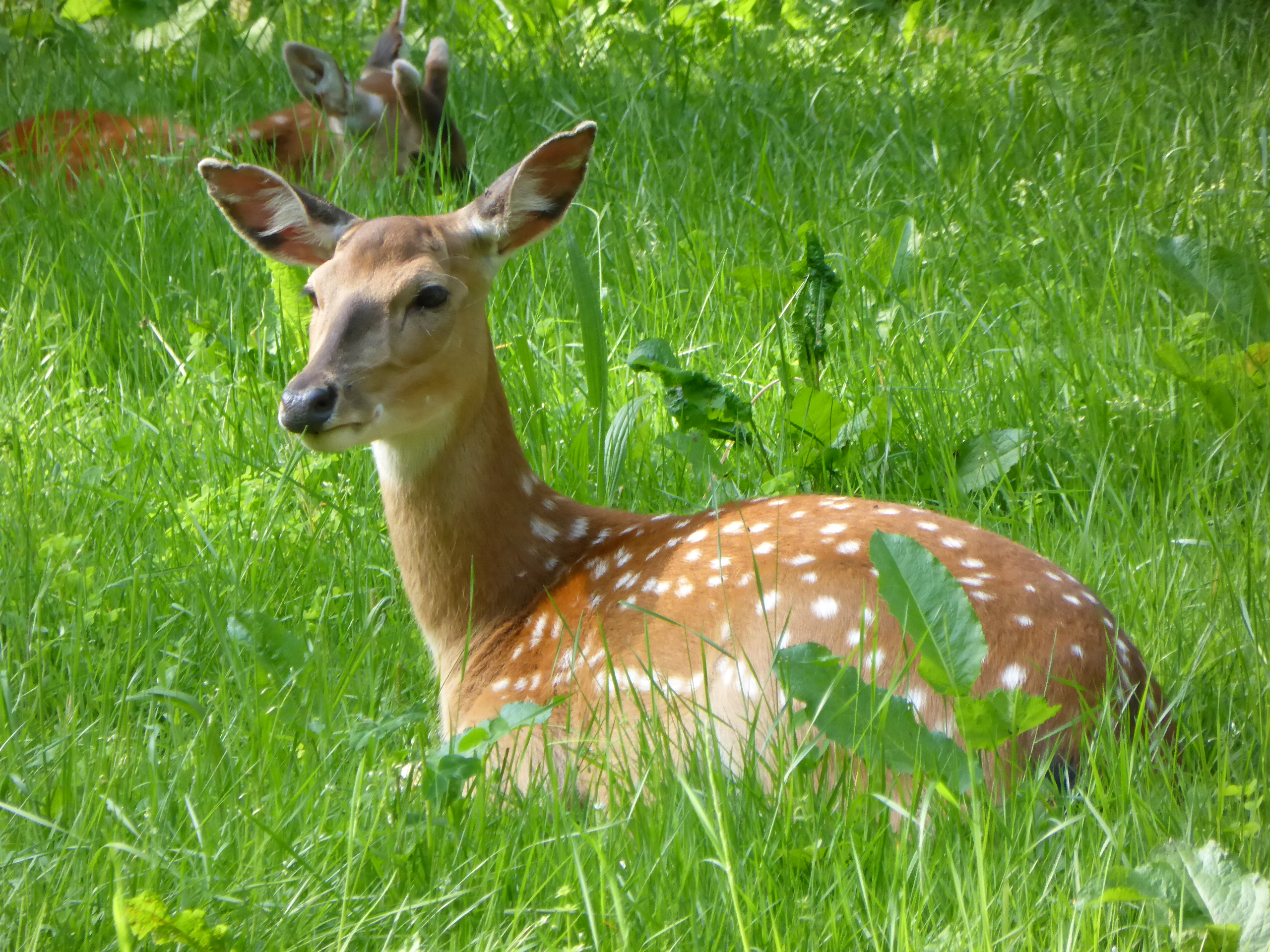
ベトナムジカ（英語版） C. n. pseudaxis
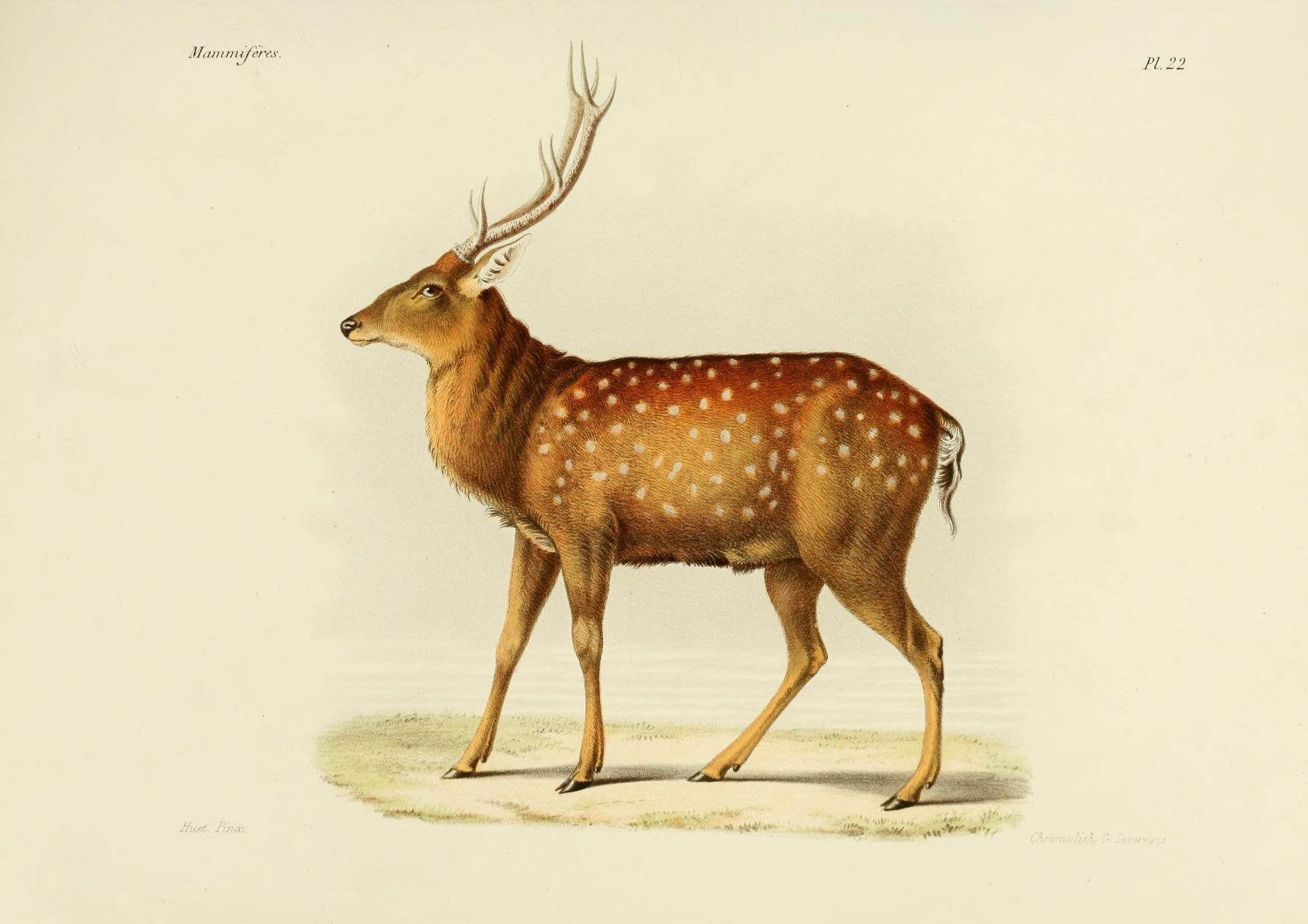
ネッカジカ（英語版） C. n. mandarinus

## 形態

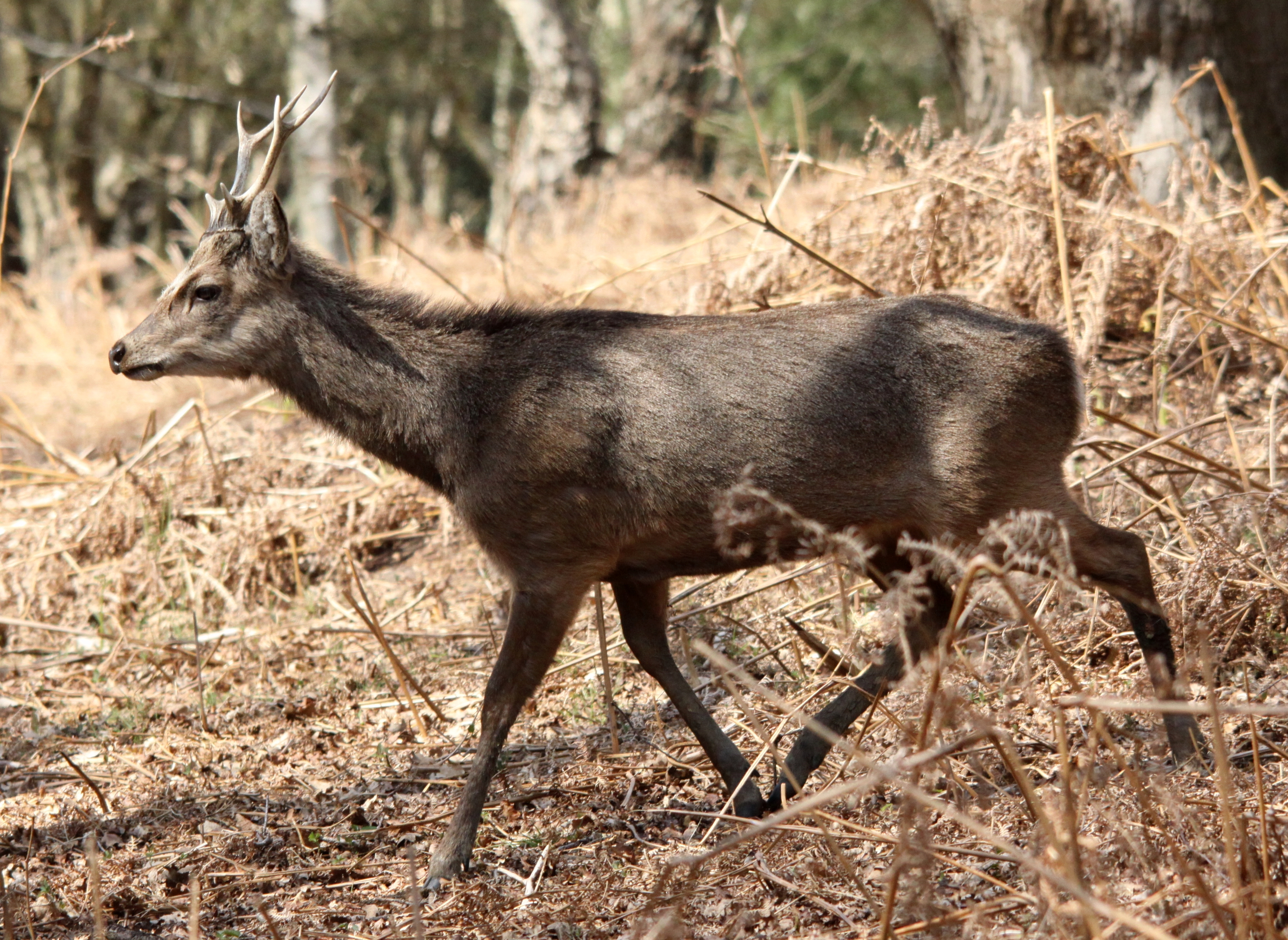
イギリス・ドーセットのアーネの自然保護区に生息するオス。

体長オス90 - 190 cm（センチメートル）、メス90 - 150 cm。肩高オス70 - 130 cm、メス60 - 110 cm。体重オス50 - 200 kg（キログラム）、メス25 - 80 kg。頭胴長110 - 170 cm、尾長8 - 20 cm。日本産の動物としてはベルクマンの法則が顕著に表れることで有名で、北部個体群は大型になり、南部個体群は小型になる傾向がある。
臀部は白い斑紋があり、黒く縁どられる。全身は茶色だが、尻の毛は白く縁が黒い。夏には胴体に白点が出現し、冬になるとほぼなくなる。オスは枝分かれした角（枝角）を持ち、春先になると落下し新たな角に生え換わる。

## 生態

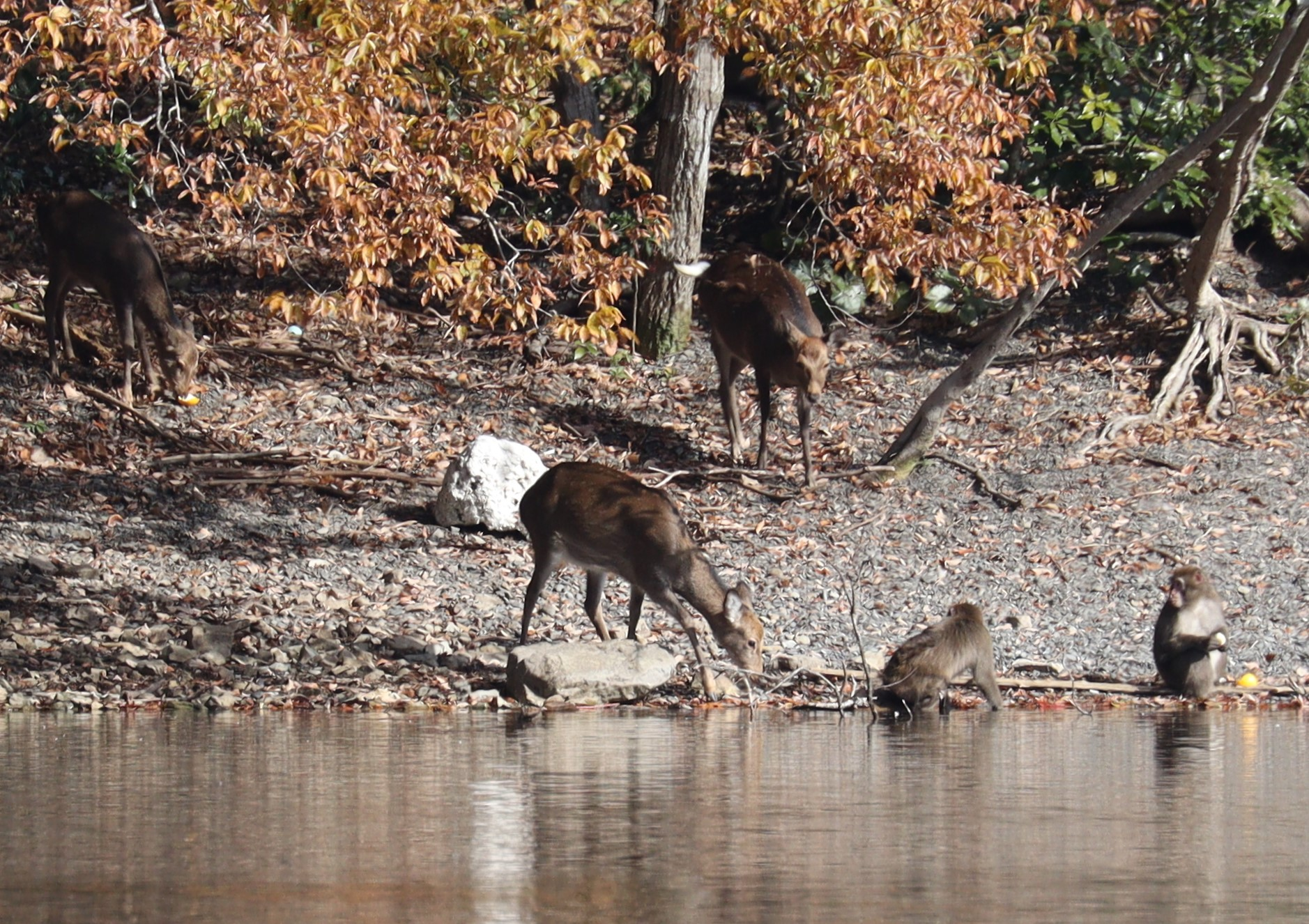
三重県北牟婁郡紀北町の諏訪池にて水を飲むホンシュウジカとニホンザル。

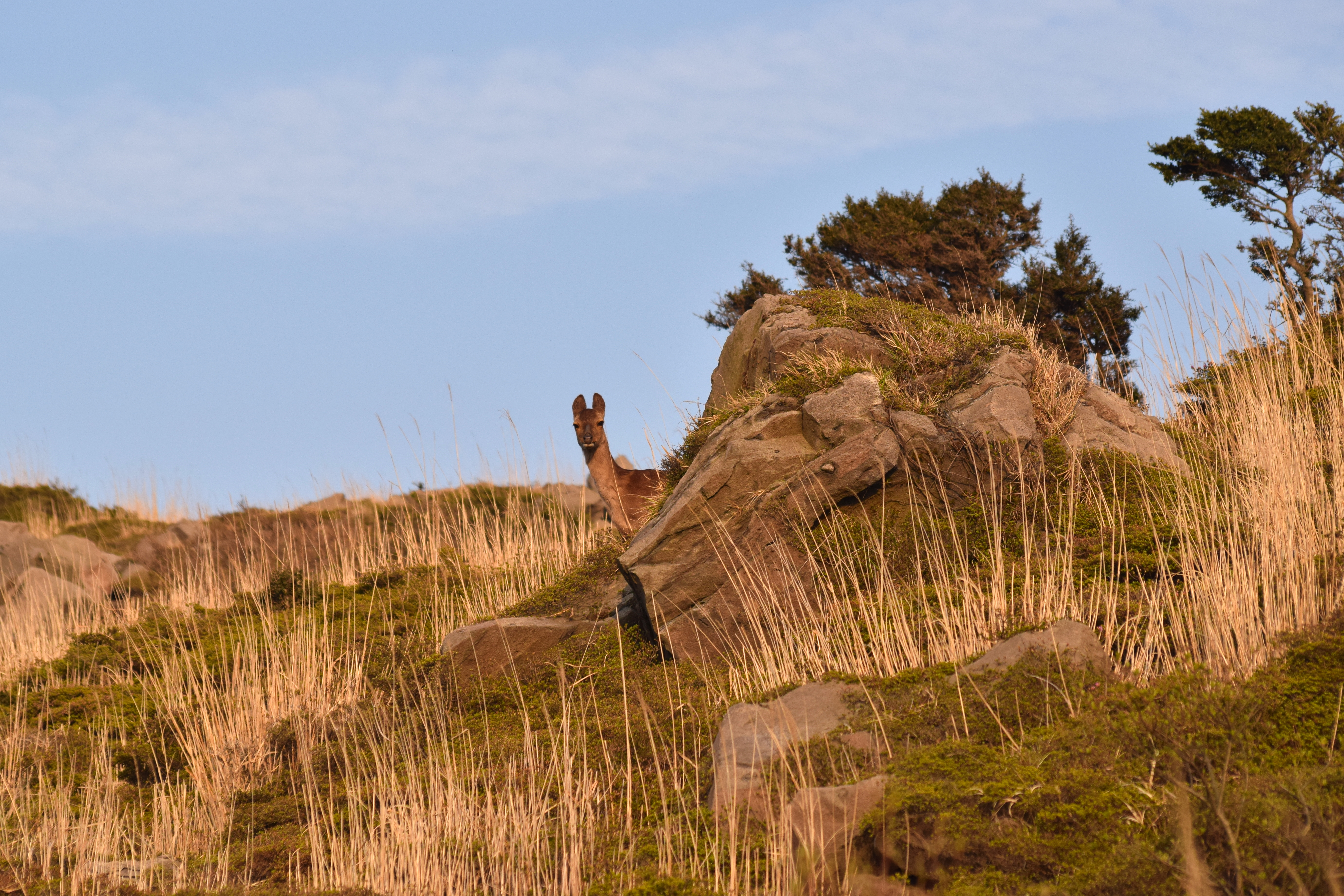
宮崎県えびの市のキュウシュウジカ。

反芻動物で生活リズムは安定しないとも言われるが、日出及び日没前後の時間帯が活発になるという報告が顕著であり、いわゆる薄明薄暮性（英：crepuscular）だとみられている。無人島での実験では狩猟圧が高くなると生活リズムを夜行性に変えることが示唆されている。
食性は植物質の強い雑食性である。クマやサルと違って木に登ることはないために、地上及付近のものを食べている。地域によって食物は若干異なり、落葉広葉樹林に生息する個体群はイネ科の草本、ササ類の葉、木の葉、堅果、樹皮などを食べ、常緑広葉樹林に生息する個体は周年木の葉を食べる。雪が深いと地上のものではなく樹皮などを食べており、無積雪期でも下層植生に乏しい場合には枯葉やササの茎などの栄養的には魅力のないものを食べているという 。同様の事例はシカが嫌う植物でも観察されている。草食動物であるシカが増えると植生は変化し、高山帯ではマルバダケブキ、バイケイソウ類、アセビなどは毒があるために嫌って食べず、シカが多い山ではこれらの大群落が見られることがある。周りの植生を食べつくすとこれらの植物の内一部を食べる事例が観察されている。日本におけるシカが好む植物、嫌う植物リストは橋本・藤木（2020）の総説に詳しい。
解剖学及び生態学的な草食動物の分類の一つに「ジャーマン・ベル原理」という考え方が存在する。これは分類的に近い種でも小型の種類ほど果実などの質の良い餌を少量食べ、逆に大型のものは繊維質の質の低い餌を大量に食べる方向になるというものである。両者は消化管各部の大きさなどに違いが出るとして研究者たちから注目されてきた。シカ科の中ではニホンジカはこの中間的な性質を示し、どちらの食性にも対応できるという。
一般に草食動物と考えられているものの、糞から大量のケバエの幼虫の死骸が出てきた事例、胃の内容物からサワガニが出てきた例など雑食性を示唆する報告もある。海外ではシカ類が腐肉食を行う報告や動物の骨を齧る事例が知られているが、日本ではシカ類の肉食性に関する研究は進んでいない。
通常は雌雄分かれて群れを作って行動する。開けた草原などでは大規模な群れを、森林では小規模で流動的な群れを形成し、群れがいる場所にも雌雄差がある。メスの群れは母系集団で、群れで産まれたメスとその母親で構成される。オスは生後1 - 2年で群れから独立する。生後2年以上のオスはオスのみで群れを形成する。
繁殖様式は胎生。9月下旬から11月に交尾を行う。繁殖期になると闘いによりオスの順位が決定し、一例として優位オスの割合と年齢は奈良公園では約20 %で生後5年以上、金華山で約5 %で生後10年以上の個体が多い。奈良公園や金華山では優位のオスはメスの行動圏に縄張りを形成し、縄張り内から離れようとするメスに対して先回りして攻撃し囲いこむようになる。奈良公園では劣位のオスも優位のオスの縄張りの周囲や縄張り内で隙をついて繁殖期に平均0.6頭のメスと交尾を行うこともあるが、金華山では劣位のオスはほぼ交尾することはできない。一方で五島列島野崎島の例では優位オスが劣位の個体に対して縄張りを形成せず、複数のオスが発情したメスに群がりオス同士で争って強いオスが交尾を行う。妊娠期間は約230日。5月下旬から7月下旬に1頭の幼獣を産む。最高寿命はオスは約15年、メスは約20年。
ヨーロッパの動物園で飼育中の雄成獣による子殺しが報告されている。
大型動物であるシカ類の遺体は多種の腐肉食動物によって利用されていることが、海外を中心に発表されているが、栃木県のニホンジカの遺体における観察を記した論文が2020年に発表された。タヌキとツキノワグマを中心に、イノシシやイタチ類、猛禽類などが見られ、一部の種は腐肉を食べるのに季節性が見られたという。
オスは「フィー」と聞こえる鳴き声を発し求愛を行う。子は生後2年で性成熟する。

## 人間との関係
日本列島では、後期更新世（旧石器時代）に人類が列島に到達して以降に多くの大型動物が絶滅しており、ヤベオオツノジカ、ヘラジカ、トナカイ、アカシカまたはワピチ、カトウキヨマサジカ、ニホンムカシジカ、アキヨシムカシジカ、カズサジカ、ナツメジカ、リュウキュウジカ、ミヤコノロジカ、リュウキュウムカシキョンなども消え去った動物相にふくまれている。ニホンジカ（およびエゾシカやマゲシカなどの各亜種または地域個体群）は、この大量絶滅を生き延びて日本列島に現在も自然分布している唯一のシカである。

### 象徴
聖獣とされ、奈良県の春日大社、茨城県の鹿島神宮、静岡県の北口本宮冨士浅間神社のような古い神社で現代でも神鹿が飼われているのは日本人と鹿狩りの古い関わりの名残りである。
日本ではイノシシとシカでは扱いに差があることがしばしば指摘されている。縄文時代の遺跡を発掘すると、イノシシを模した土器はしばしば出土するのに対し、シカを模したものは殆ど出てこない。逆に弥生時代になると、銅鐸に描かれる絵にシカらしき動物がしばしば登場するが、この絵にはイノシシが非常に少ない。その後の古墳時代においてもシカは形象埴輪のモチーフとなっている。イノシシは水田をよく荒らす習性があるために、日本で稲作が広まるとともに扱いが下がっていったのではないかなどと推測されている。
北海道ではイノシシが自然分布しないため、シカが主要な狩猟対象獣であったと考えられている。アイヌも同様にシカ（エゾシカ）はイヨマンテなどの儀礼に使用されず、また、シカの神（カムイ）そのものも存在しないと言われている。宗谷地方などエゾシカが稀な地域を除き、シカは単なる食料の対象であったと見られている（宗谷地方でのシカの扱いについては、更科源蔵の著作でも言及されている）。他方で伝承に措いては“ユカッテカムイ”即ちシカを支配する神が居て、その神がシカの骨を地上にばら撒く、或いはシカの魂が入った袋の口を緩める事で数多くのシカが地上に齎される、或いは捕らえたシカを粗末に扱う等のタブーを犯すとこの神の逆鱗に触れ、シカが地上に齎されなくなる、などの描写が多く確認できる。2007年（平成19年）、厚真町ニタップナイ遺跡の発掘調査において6㎡の範囲に25頭の上顎頭骨が見つかり、17世紀中葉のシカ送り儀礼の痕跡が確認されている。

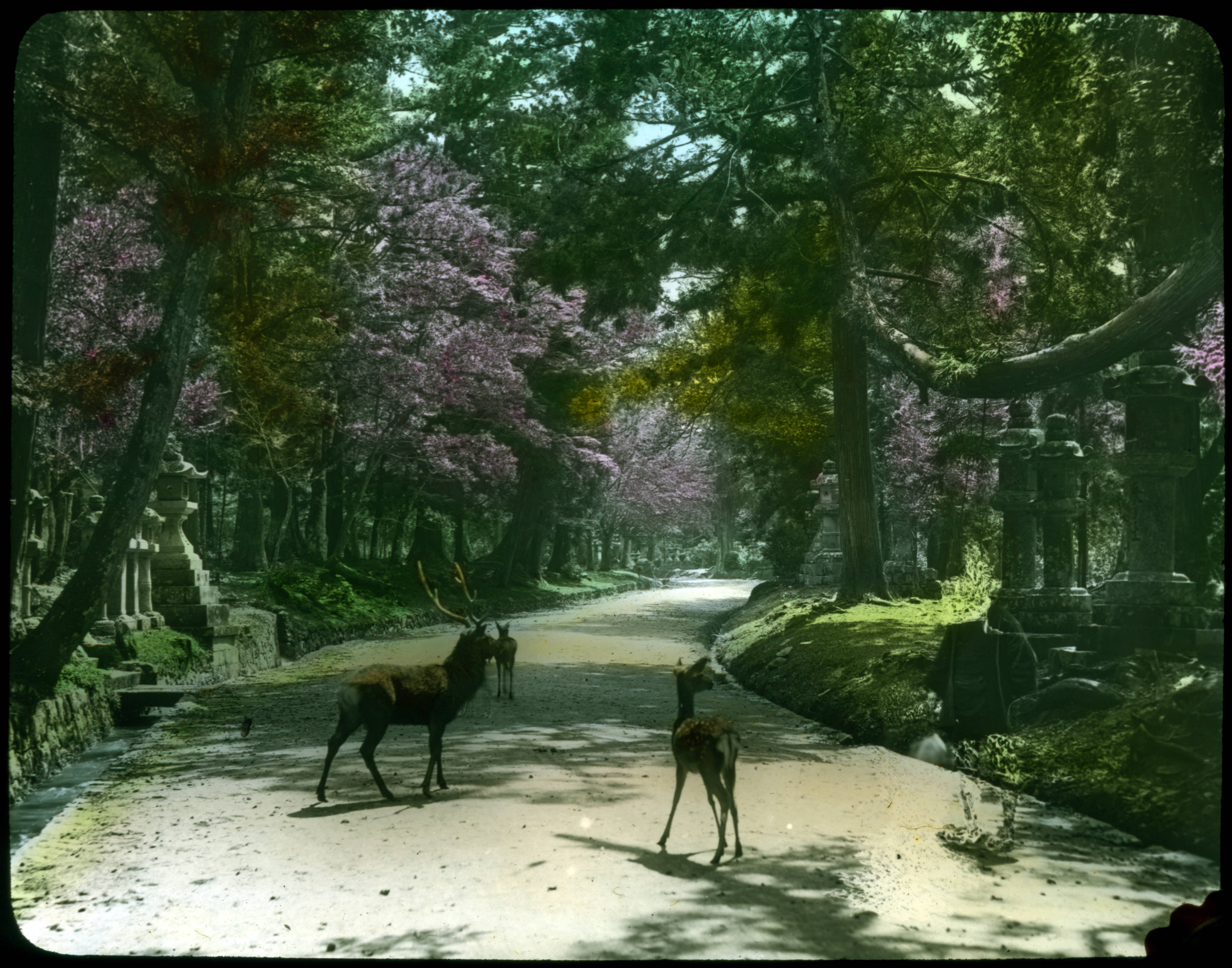
1910年代に撮影された写真。
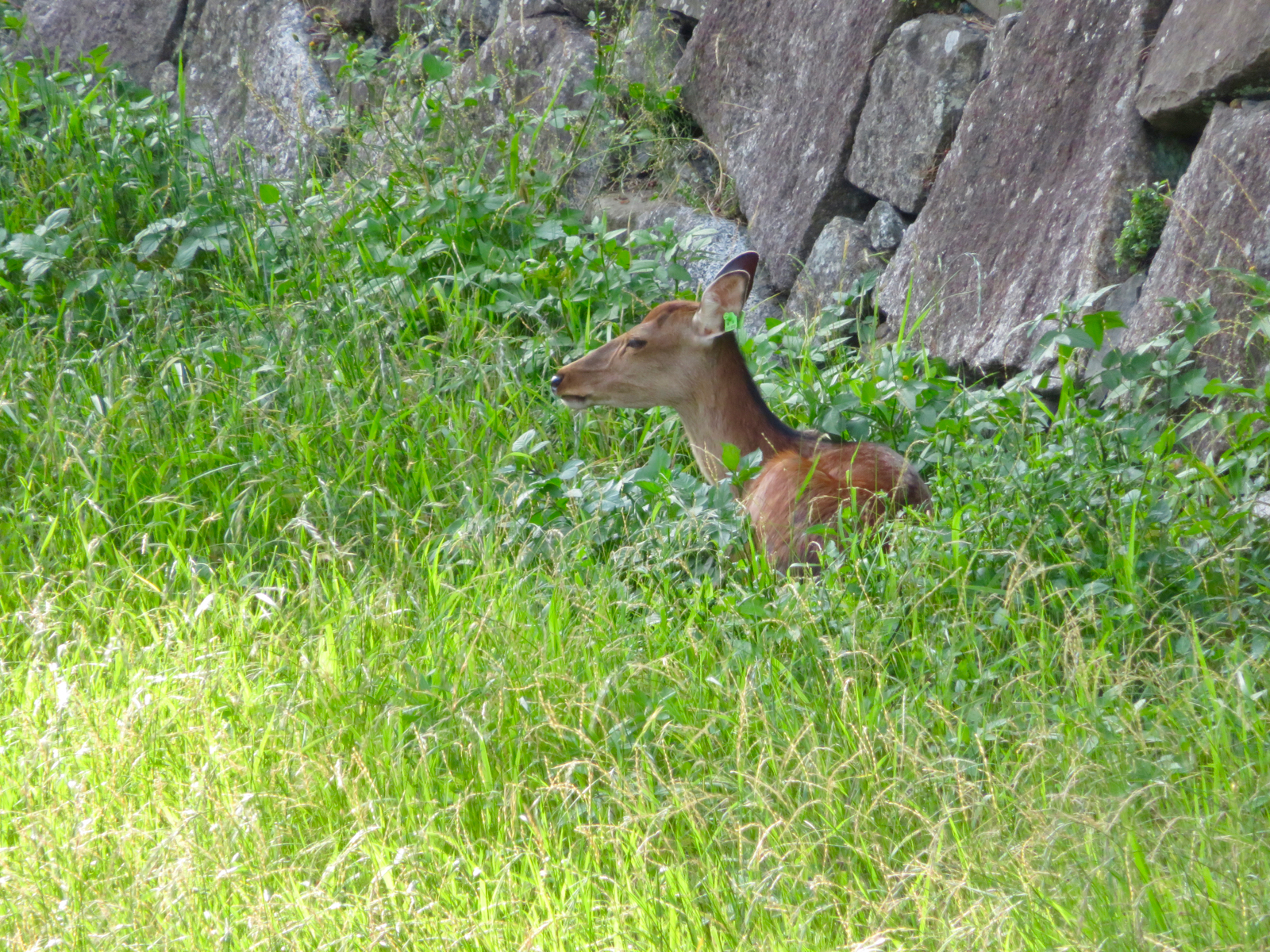
名古屋城の堀で飼育されている個体。

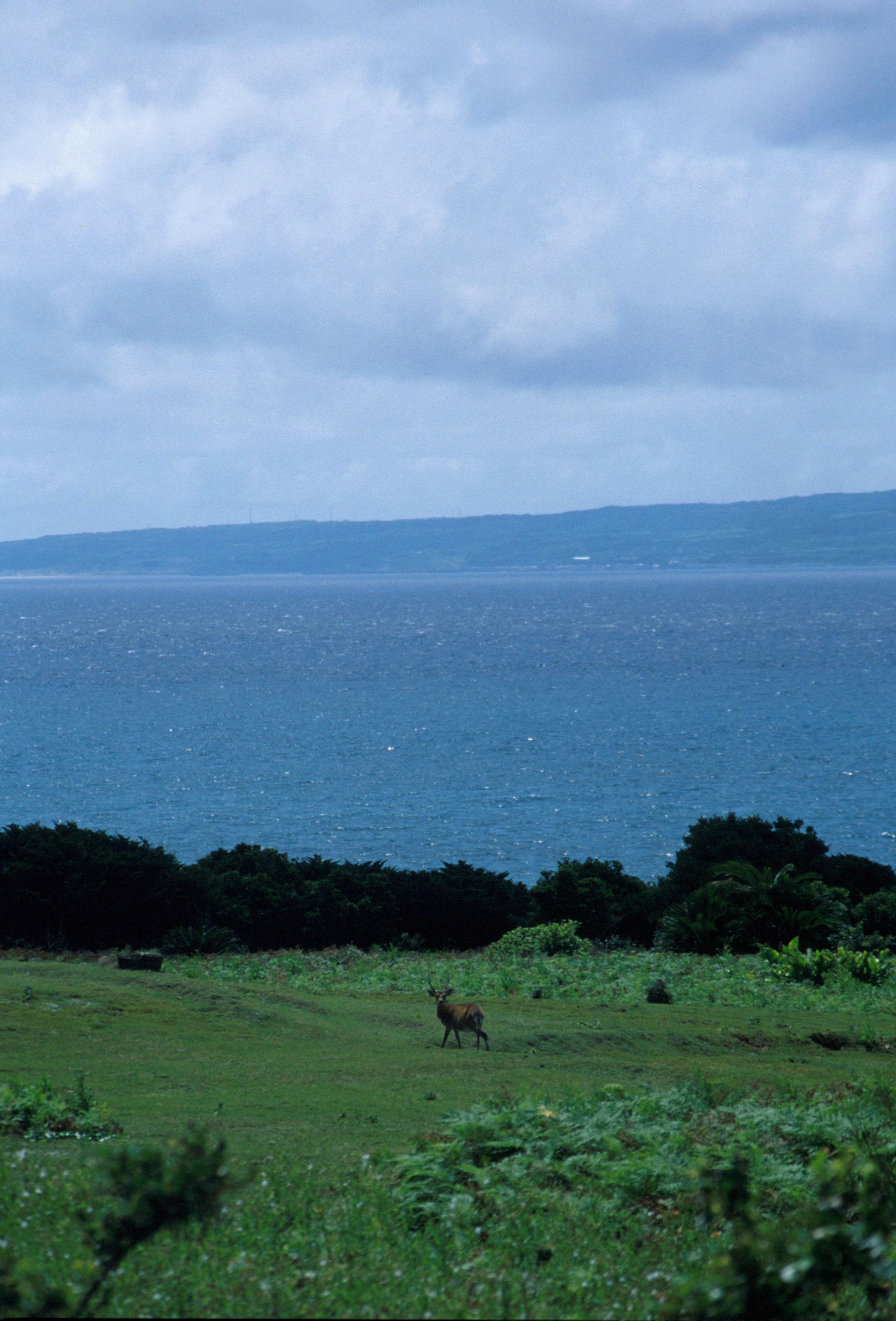
マゲシカのオスとその後方に見える種子島。馬毛島から西に望んで撮影。

### 保護活動
馬毛島のニホンジカ（マゲシカ）は日本の環境省によって絶滅のおそれのある地域個体群に指定されており。森林伐採などによる生息地の破壊により生息数は減少している。2000年（平成12年）における生息数は571頭、2010年（平成22年） - 2011年（平成23年）における生息数は255 - 277頭と推定されている。
馬毛島は以前は国定の鳥獣保護区だったが、後に鹿児島県の鳥獣保護区となっている。

### 食用
肉は食用にできるが流通している牛肉や豚肉に比べるとやや臭く、イノシシ肉以上に好き嫌いが分かれる。豚の雄臭（英:boar taint）など、他の獣肉でもしばしば言われることだが、シカも一般に雌のほうが臭くなく美味とされることが多い。また、通常狩猟によって得られた個体であるので、止め刺しから血抜き、内蔵の処理、冷却などの一連の処理を手早く正確にできるかどうかという狩猟者の腕にも左右される。臭みの原因の一つが保存中の脂の酸化であり、雄シカを用いた試験では空気を遮断する脱気包装を行うことで臭みが抑えられた。
不完全な加熱を含む生食は、E型肝炎や腸管出血性大腸菌症の食中毒のリスクがあるほか、寄生虫による感染も知られている。
縄文時代の遺跡から発見された頭蓋骨や他の骨の観察では、酷く損傷しているものがあり、脳や骨の髄まで食べていたのではないかと見られている。江戸時代は表向き肉食を禁じていたが、ももんじ屋という獣肉専門店があったという。
アイヌは肉塊を軽く湯通しした後に薄く切り、囲炉裏の上で数日間燻して燻製にすることで保存食としても活用していた。

### 薬用
生え始めのビロード状の皮膚に覆われた角（袋角）が漢方薬として利用されることもある。日本では医薬品、医療機器等の品質、有効性及び安全性の確保等に関する法律に基づき、ロクジョウ（鹿茸）の起源動物としてシベリアジカ（ウスリージカ）とマンシュウジカが厚生労働省の定める原材料リストに記載されている。
民間信仰としてシカの体内に埋まっている鹿玉を集めると金持ちになる。シカの胎児の黒焼きを食べると産後の回復が早いなどがあるという

### 獣害
農林水産省がまとめた2022年（令和4年）度の鳥獣による日本の農業被害額は165億円である。動物別ではシカが65億円で首位、次いでイノシシが36億円と続く。イノシシの被害額は獣害全体の比率から見ると減少傾向を示すのに対し、シカは増加傾向を示している。都道府県別の被害額では、北海道が47億6千万円と圧倒的に多く、次いで岩手県が2億7千万円、長野県と兵庫県が1億2千万円前後で続く。作物別では飼料用作物が24憶8千万円で最も多く、次いで野菜10億円、イネ9億7千万円、果樹5億円、工芸作物4億3千万円、マメ類3億9千万円、芋類3億4千万円とまんべんなく被害が出ている。穀物類を好み、イノシシが好むイネを除けば飼料用作物、麦類、雑穀類の加害動物はシカが圧倒的に多い。
シカは森林・林業への被害が大きいことも特徴の一つである。苗木を食べたり樹皮を剥いだりして商品価値を落としたり木を枯らすほか、下草を食べ尽くすことにより保水力や土壌の緊縛力を低下させ山地災害を招くことがある。
2024年（令和6年）7月1日に滋賀県伊吹山山麓で発生した土石流災害は、集中豪雨とシカの食害により植生が衰退していたことが原因と見られている。
シカが人間を攻撃することで死傷することがある。2024年（令和6年）10月9日、京都府福知山市で、シカの角で胸部を刺されて死亡した男性が発見された。

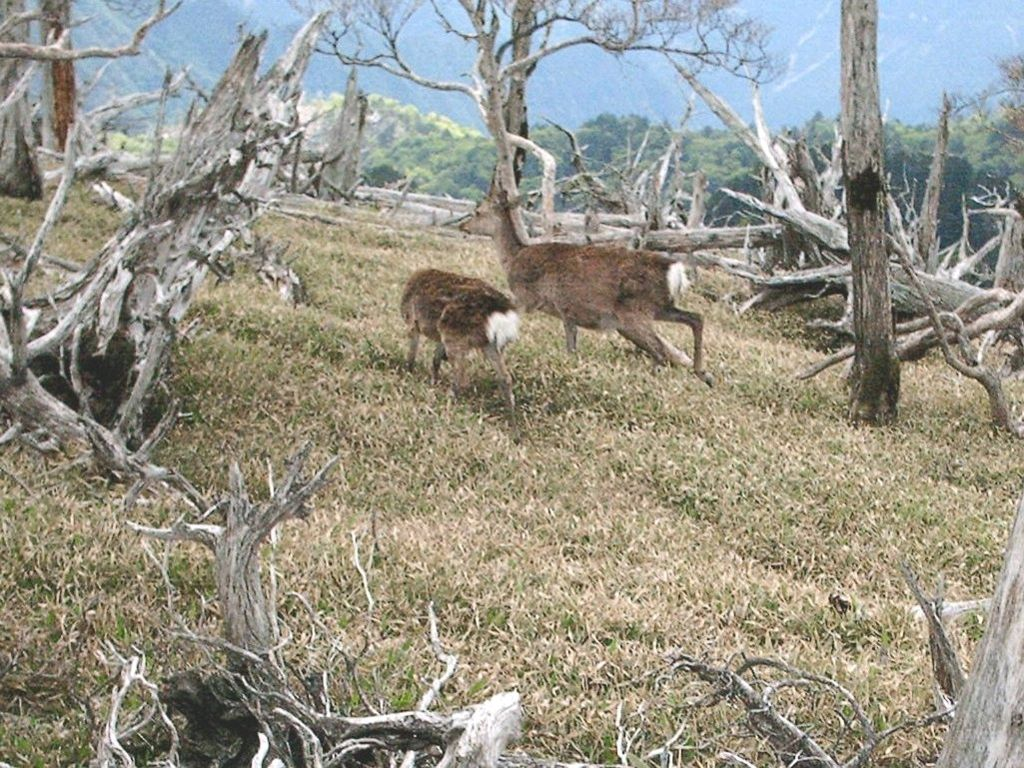
大台ヶ原のシカ
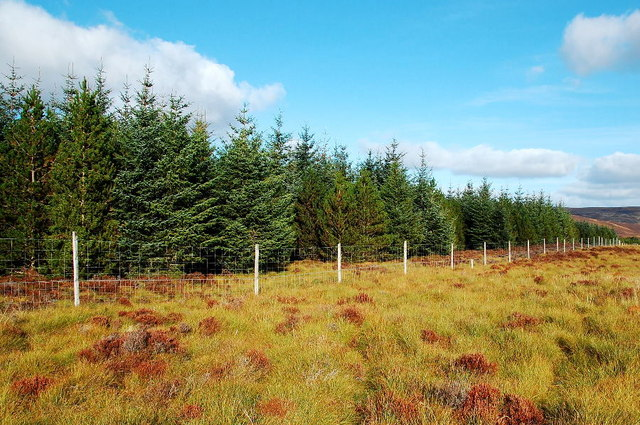
針葉樹造林地とシカ除けの柵（イギリス）
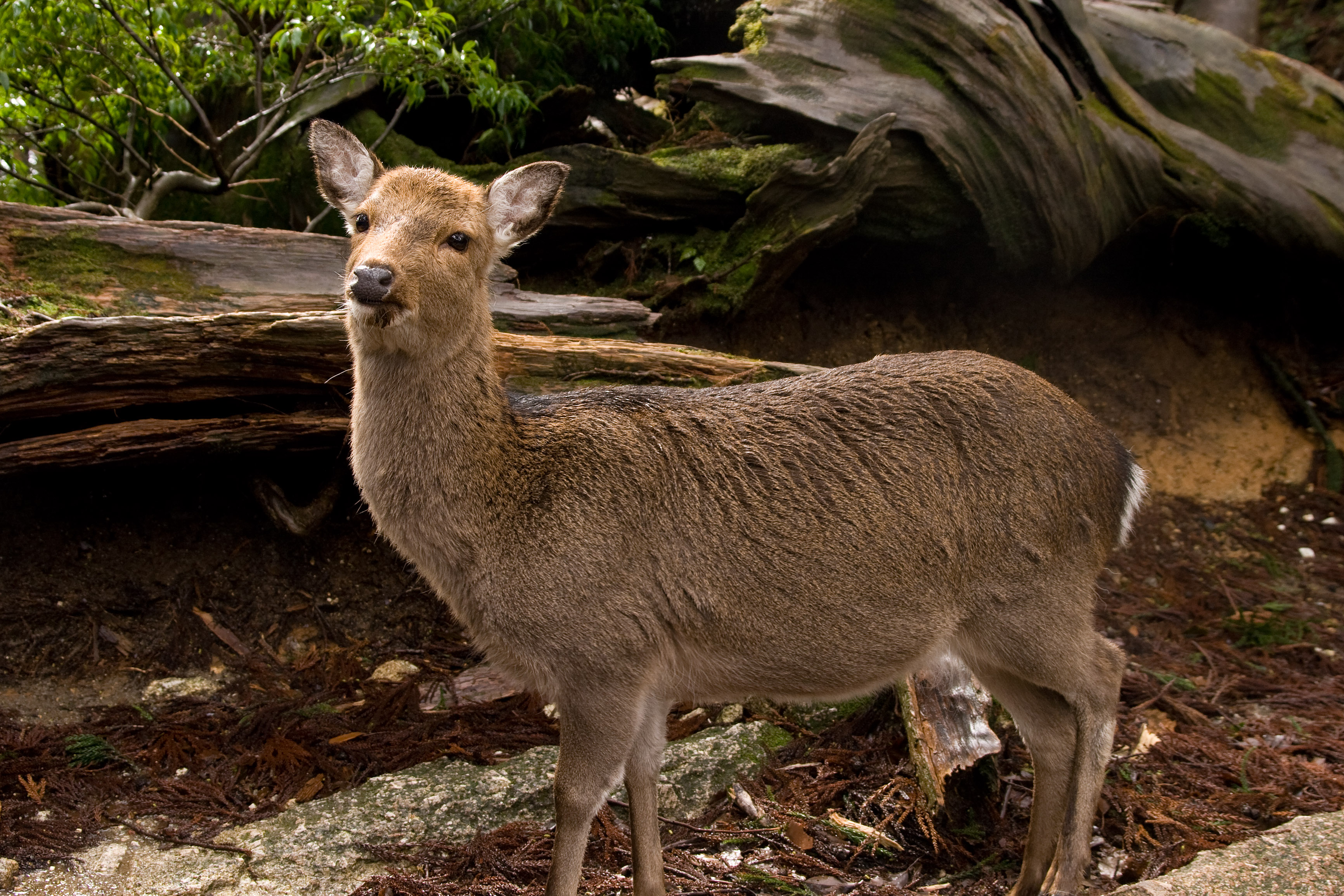
屋久島のヤクシカには在来の頂点捕食者が存在しないが、間引きがなくとも自然に個体数が減少することが確認されている[66]。
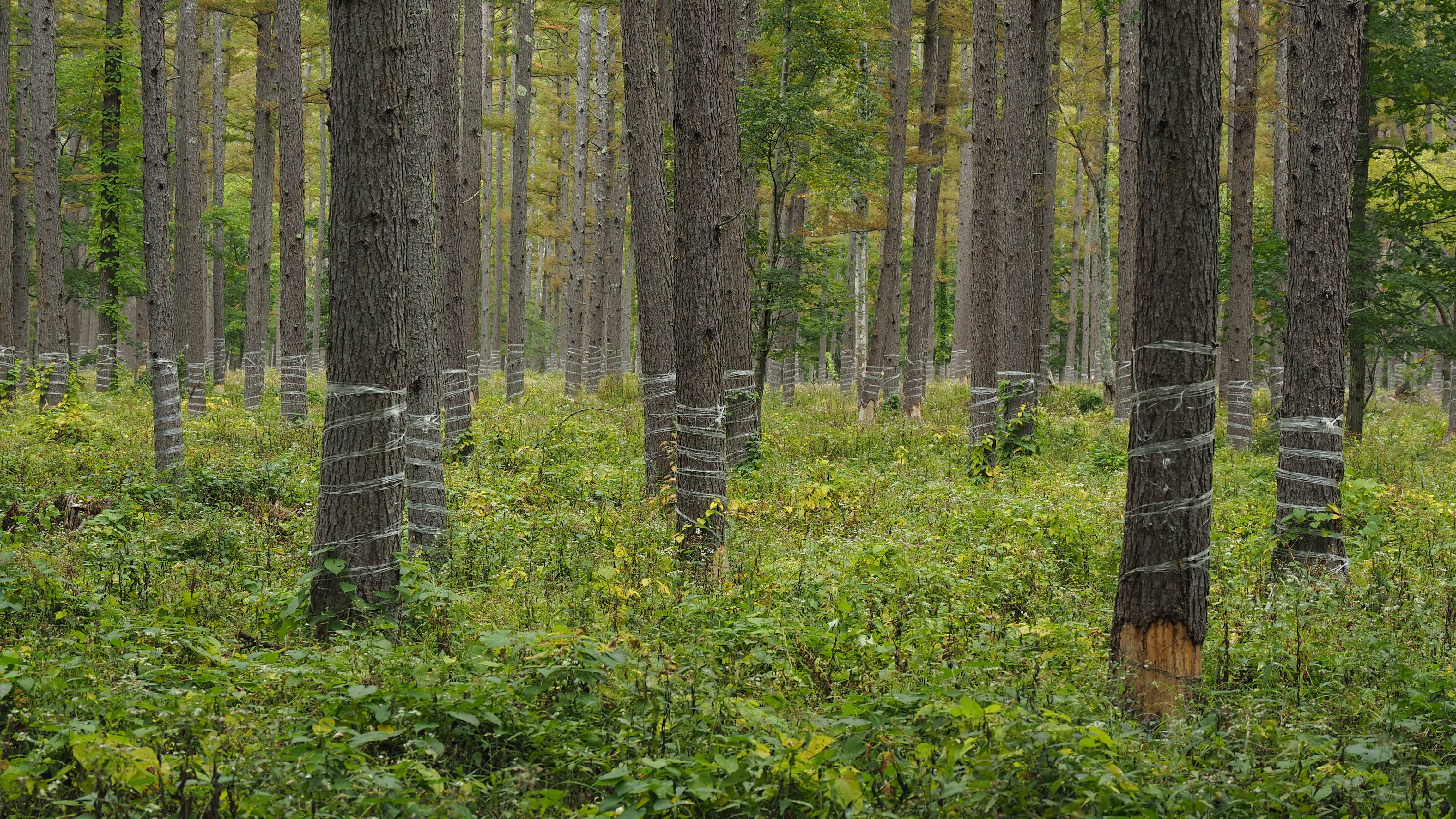
クマ・シカによる剥皮被害防止のため生分解性のテープが巻かれた木（日光）

### 狩猟
過去には日本では1870年代 - 1940年代の乱獲により生息数が激減・分布域が分断化したが、1947年（昭和22年） - 1994年（平成6年）に主にメスの狩猟を厳重に規制する保護政策をとったことで生息数・分布域が増加した。日本国内での国土に対する分布域の割合は1945年（昭和20年）は10 %以下、1978年（昭和53年）は約25 %、2003年（平成15年）は約40 %、2014年（平成26年）は50 %以上と推定されている。2015年度末の本州以南の推定個体数は約304万頭（90 %信頼区間 約224万 - 456万頭）とされるが、2013年度末の約305万頭（90%信用区間 約194万 - 646万頭）と比較すると減少に転じた可能性があるとされている。日本の環境省と農林水産省はニホンジカが急速に増加し生態系や農業等に深刻な被害を与えているとして、2013年（平成25年）よりニホンジカの個体数を2023年（令和5年）までに半減させる10年計画を定め、2014年（平成26年）から都道府県に捕獲を支援する交付金を与えた。

### 工芸品
角及び毛皮は利用できる。縄文人は鹿の角を削り出し釣り針を作った。

### 歌謡
日本では和歌としても詠まれた。季語としては秋である。「鳴く」というのがよく出てくるが、実際に秋のシカは繁殖期で雄はよく鳴く。鳴かない雌は女鹿（めが）としてしばしば区別されており、歌に詠まれることも少ない。
- 奥山に 紅葉踏みわけ 鳴く鹿の 声聞くときぞ 秋は悲しき（猿丸大夫） 『小倉百人一首』（『古今和歌集』ではこの歌は「詠み人知らず」となっている）
- 下紅葉 かつ散る山の 夕時雨 濡れてやひとり 鹿の鳴くらむ（藤原家隆） 『新古今和歌集』
- 世の中よ 道こそなけれ 思ひ入る 山の奥にも 鹿ぞ鳴くなる（藤原俊成） 『千載和歌集』
- 『鹿の遠音』（しかのとおね） 琴古流尺八の古典本曲として有名な曲。江戸時代より伝わる。深山に遠く響き渡る鹿の鳴き声をモチーフとしている。「連管」と呼ばれる二重奏でも奏され、この場合二つのパートが牡鹿と雌鹿に分かれ、互いに鳴き交わす様を表現するという。
- 『秋の曲』（あきのきょく） 箏曲。幕末に活躍した 吉沢検校作曲。歌詞として古今和歌集から六首を採るが、中に「山里は 秋こそことにわびしけれ 鹿の鳴く音に目を覚ましつつ」があり、箏で鹿の鳴き声を描写した奏法が用いられている。

花札にもこの場面が描かれており、十月の札には紅葉の木の側で雌鹿を恋慕って鳴いている雄鹿が描かれている。鹿は雌雄の結束が強いために、この絵図には男女の仲と開運の願いが込められている。花札における「萩に猪」「紅葉に鹿」「牡丹に蝶」の三札は合わせて、猪鹿蝶（いのしかちょう）と呼ばれて、縁起が良い代名詞になっている。また無視することをしかとというのは花札での十月の鹿（鹿十 - シカトウ）が横を向いていることに由来する。

### 占い
古代日本で行われていた占いの一つに太占（ふとまに）があり、古事記や日本書紀にその記述がある。この占いでは鹿の骨（卜骨 - ぼっこつ）を用いることが多く、鹿卜（かぼく）とも呼ばれる。具体的には鹿の肩甲骨（少数ながら肋骨や寛骨も）を焼き、その亀裂の形や大きさで吉凶を判断した。関東地方では現在もこの風習が残っている神社があり、一之宮貫前神社（群馬県）や武蔵御嶽神社（東京都）の二社が知られる。このうち、貫前神社の方は「貫前神社の鹿占習俗」として1980年に無形文化財に登録されている。

## 名前
シカを意味する日本語には、現在一般に使われる「しか」のほかに、「か」、「かのしし」、「しし」などがある。
地名などの当て字や、「鹿の子（かのこ）」「牝鹿（めか）」などの語に残るように、古くは「か」の一音でシカを意味していた。
一方、古くからの日本語で肉を意味する語に「しし」（肉、宍）があり、この語はまた「肉になる（狩猟の対象となる）動物」の意味でも用いられたが、具体的にはそれは、おもに「か」＝シカや「ゐ」＝イノシシのことであった。
後に「か」「ゐ」といった単音語は廃れ、これらを指す場合には「しし」を添えて「かのしし」「ゐのしし」と呼ぶようになったが、「かのしし」の方は廃語となって現在に至っている。
さらに、「鹿威し（ししおどし）」「鹿踊り（ししおどり）」にあるように、おそらくある時期以降、「しし」のみでシカを指す用法が存在している。
こうした一方で、「しか」という語も万葉集の時代から存在した。語源については定説がないが、「か」音は前述の「か」に求めるのが一般的である。一説に「せか」（「せ」（兄、夫）＋「か」）の転訛と考え、もと「雄鹿」の意味であったとも、また、「しし」＋「か」の変化したものかともいう。
同一の語が“けもの”を意味したり“シカ”を意味したりする現象は他の言語にも見られる。たとえば英語: deer に連なる古英語: dēor は元来“けもの”の意であったことが知られている（同源のドイツ語: Tierは現在でも"動物"の意味）。サンスクリットでも同様の現象があったという。こうした語義のゆれや変遷には多くの場合、シカが最も狩りやすく人間にとって身近な動物であったことが関係していたと考えられている。
中国語名は梅花鹿、台湾では花鹿と呼称される。定着したアイルランドではSika（シーカ）と呼ばれている。

## 学術論文
1800年代
1910年代
- 大屋德城. (1911) 春日の神鹿に關する信仰. 新仏教, 12(5), 431-436. https://dl.ndl.go.jp/pid/10986899/1/19
- 飯塚啓. (1915) 奈良に於ける神鹿の角伐り. 動物学雑誌, 27(317), 前7-14 https://dl.ndl.go.jp/pid/10829564
- 松本彦七郎. (1916). 日本鹿分布に就ての假説. 『動物学雑誌』28(336), 409-411. https://dl.ndl.go.jp/pid/10830129

1920年代
- 鹿間時夫. (1936). 本邦産化石鹿の一新種ニホンムカシジカ (Cervus (cfr., Anoglochis) Praenipponicus sp., nov.,) に就いて. 地質学雑誌, 43(510), 168-176.https://doi.org/10.5575/geosoc.43.168

1940年代
1950年代
- 川村俊蔵. (1950) 奈良シカの社会生活 (予報) 生理生態, 4, 75-87. https://dl.ndl.go.jp/pid/2360314/1/9

1960年代
- 黒田長禮. (1965). ケラマジカの保存. 哺乳動物学雑誌, 2(4), 109-110. https://doi.org/10.11238/jmammsocjapan1952.2.109

1970年代
- 丸山直樹. (1974). 4—1. 丹沢山魂のシカ. 哺乳類科学, 14(1), 22-28. https://doi.org/10.11238/mammalianscience.14.1_22
- 大泰司紀之. (1976). 哺乳動物の寿命に関する一考察. 哺乳類科学, 16(1), 1_23-40. https://doi.org/10.11238/mammalianscience.16.1_23
- 大泰司紀之. (1977). 齢査定法に関する総説. 哺乳類科学, 17(1), 1-7. https://doi.org/10.11238/mammalianscience.17.1_1
- 茂木幹義. (1977). ニホンジカから新たに発見された Lipoptena の 1 種双翅目: シラミバエ科. 衛生動物, 28(4), 449-450. https://doi.org/10.7601/mez.28.449
- 野崎英吉. (1979). 日本の大型哺乳類研究の現状と課題. 哺乳類科学, 19(1), 1_83-125. https://doi.org/10.11238/mammalianscience.19.1_83
- 阿部真幸. (1979). 金華山の二ホンシカの特徴, 特に個体数を制限している要因に関する考察. 哺乳類科学, 19(1), 25-33. https://doi.org/10.11238/mammalianscience.19.1_25

1980年代
- 高槻成紀. (1980). アズマネザサの生育に及ぼすニホンジカの影響. 日本生態学会誌, 30(1), 1-8. https://doi.org/10.18960/seitai.30.1_1
- 高槻成紀, 鹿股幸喜, & 鈴木和男. (1981). ニホンジカとニホンカモシカの排糞量・回数. 日本生態学会誌, 31(4), 435-439. https://doi.org/10.18960/seitai.31.4_435
- 高槻成紀. (1982). 草食獣のフン分析,(1) 他の食性分析法との比較. 哺乳類科学, 22(3), 3_1-6. https://doi.org/10.11238/mammalianscience.22.3_1
- 山内昭二, 村井敏美, 田中裕樹, 山本智彦, 西谷康信. (1982) ニホンシカ Cervus nippon (奈良公園) 雄性生殖器官の組織学的研究 精巣と精巣上体の生後発達と季節的変化について. 家畜繁殖学雑誌, 28(2), 81-88. https://doi.org/10.1262/jrd1977.28.81
- 三浦慎悟. (1983) 奈良公園におけるオスジカの群れ行動. 哺乳動物学雑誌, 9(6), 279-284. https://doi.org/10.11238/jmammsocjapan1952.9.279
- 諸富吉嗣, 山田賢, 中村哲. (1983) 奈良公園のシカの農業被害について、春日大社がシカの所有者であり、愛護会がその占有者であるとして、損害賠償責任が認められた事例　―奈良・鹿害訴訟第一判決―. 判例タイムズ, 494　174-183
- 高槻成紀. (1983). 表日光に棲むニホンジカにとってのミヤコザサの重要性. 日本生態学会誌, 33(1), 17-25. https://doi.org/10.18960/seitai.33.1_17
- 谷口知平. (1983) 鹿の所有者は誰か一神鹿による被害第一次訴訟. 法学教室, 34, 72-76．
- 山内昭二, 鵜海剛充, 矢口幹人, 西谷康信. (1983) ニホンシカ Cervus nippon (奈良公園) 雄性副生殖腺の組織学的研究特に季節的変化について. 家畜繁殖学雑誌, 29(1), 32-38. https://doi.org/10.1262/jrd1977.29.32
- 三浦慎悟. (1984) 奈良公園におけるニホンジカの年生活周期, とくに, 換毛, 角の再成長, および繁殖活動について. 哺乳動物学雑誌, 10(1), 1-7. https://doi.org/10.11238/jmammsocjapan1952.10.1
- 山内昭二, 村井敏美, 西谷康信. (1984). ニホンシカ Cervus nippon (奈良公園) 卵巣の組織学的研究 生後発達と季節的変化について. 家畜繁殖学雑誌, 30(3), 162-173. https://doi.org/10.1262/jrd1977.30.162
- 梶光一. (1985). 中国黄河源流探検行. 哺乳類科学, 25(2), 1-9. https://doi.org/10.11238/mammalianscience.25.2_1
- 小泉透. (1986). ニホンジカの生態学· 管理学研究の現状. 哺乳類科学, 26(2), 11-12. https://doi.org/10.11238/mammalianscience.26.2_11
- 大泰司紀之. (1986). 二ホンジカにおける分類· 分布· 地理的変異の概要. 哺乳類科学, 26(2), 13-17. https://doi.org/10.11238/mammalianscience.26.2_13
- 三浦慎悟. (1986). シカ科動物の進化と社会· その課題. 哺乳類科学, 26(2), 19-24. https://doi.org/10.11238/mammalianscience.26.2_19
- 梶光一. (1986). 洞爺湖中島のエゾシカの個体群動態と管理. 哺乳類科学, 26(2), 25-28. https://doi.org/10.11238/mammalianscience.26.2_25
- 伊藤健雄. (1986). 金華山における二ホンジカの個体群変動. 哺乳類科学, 26(2), 29-31. https://doi.org/10.11238/mammalianscience.26.2_29
- 鈴木和男, & 高槻成紀. (1986). 金華山島における 1984 年春のシカの大量死. 哺乳類科学, 26(2), 33-37. https://doi.org/10.11238/mammalianscience.26.2_33
- 土肥昭夫. (1986). 長崎県五島列島, 野崎島の二ホンジカの社会生態学的研究について. 哺乳類科学, 26(2), 39-42. https://doi.org/10.11238/mammalianscience.26.2_39
- 小泉透. (1986). 北海道東部における二ホンジカの狩猟管理. 哺乳類科学, 26(2), 43-46. https://doi.org/10.11238/mammalianscience.26.2_43
- 伊藤健雄, & 高槻成紀. (1986). 岩手県五葉山における二ホンジカの生息動態—特に, 二ホンジカの分布域と季節移動について. 哺乳類科学, 26(2), 47-58. https://doi.org/10.11238/mammalianscience.26.2_47
- 山内昭二, 村井敏美, 西谷康信. (1984). ニホンシカ Cervus nippon (奈良公園) 卵巣の組織学的研究 生後発達と季節的変化について. 家畜繁殖学雑誌, 30(3), 162-173. https://doi.org/10.1262/jrd1977.30.162
- 明治大正昭和新聞研究会. (1987) 奈良の神鹿を害獣として銃殺.『新聞集成大正編年史』大正14年度版. https://dl.ndl.go.jp/pid/12283451/1/105
- 斉藤昌宏. (1988). 佐渡のシカとイノシシ. 野兎研究会誌, 15, 97-103. https://doi.org/10.18987/jjsh.15.0_97
- 伊藤健雄, 梶光一, & 丸山直樹. (1989). シリーズ 日本の哺乳類 技術編, シカ・カモシカの捕獲法. 哺乳類科学, 29(1), 1_106-112. https://doi.org/10.11238/mammalianscience.29.1_106
- 高槻成紀. (1989). 植物および群落に及ぼすシカの影響. 日本生態学会誌, 39(1), 67-80. https://doi.org/10.18960/seitai.39.1_67

1990年代
- 藤本和義, 山口昇. (1990) 奈良公園とその周辺地域のマダニ類の比較. 環動昆, 2(3), 133-137. https://doi.org/10.11257/jjeez.2.133
- 津布久隆. (1990). シカ・カモシカの食害防除に関する文献目録. 野兎研究会誌, 17, 87-100. https://doi.org/10.18987/jjsh.17.0_87
- 樋口輔三郎. (1991). エゾシカの field sign の新例. 森林野生動物研究会誌, 18, 35-36. https://doi.org/10.18987/jjwrs.18.0_35
- 梶光一, 小泉透, 大泰司紀之, 坪田敏男, & 鈴木正嗣. (1991). ニホンジカの大量捕獲方法の検討. 哺乳類科学, 30(2), 183-190. https://doi.org/10.11238/mammalianscience.30.183
- 高槻成紀. (1991). シカ密度既知の場所における糞粒法の適用例—ハビタット利用推定法の可能性. 哺乳類科学, 30(2), 191-195. https://doi.org/10.11238/mammalianscience.30.191
- 津布久隆. (1991). シカ・カモシカによる造林木被害の形態. 森林野生動物研究会誌, 18, 37-41. https://doi.org/10.18987/jjwrs.18.0_37
- 南正人, 大西信正, 高槻成紀, & 濱夏樹. (1992). 金華山におけるニホンジカの大量捕獲と保定. 哺乳類科学, 32(1), 23-30. https://doi.org/10.11238/mammalianscience.32.23
- 関根達郎, & 佐藤治雄. (1992). 大台ケ原山におけるニホンジカによる樹木の剥皮. 日本生態学会誌, 42(3), 241-248. https://doi.org/10.18960/seitai.42.3_241
- 高屋一人司, & 中尾嘉治. (1992). 京都府内のニホンジカの生息地域とその変化. 日本林学会関西支部論文集, 1, 291-292. https://doi.org/10.20660/safskansai.1.0_291
- 渡辺弘之. (1992). 動物 (暗乳類) 調査とデータ解析の手法. 環動昆, 4(1), 33-39. https://doi.org/10.11257/jjeez.4.33
- 藤崎幸蔵, 今井壮一, 和秀雄, & 篠永哲. (1993). ニホンジカに寄生していたシラミバエ. 衛生動物, 44(2), 107-108. https://doi.org/10.7601/mez.44.107
- 丸山直樹. (1993). ニホンシカの保護管理における留意点: 将来予測と提案. 森林野生動物研究会誌, 19, 58-62. https://doi.org/10.18987/jjwrs.19.0_58
- 村井仁志. (1993). 動物園における日本産陸生哺乳類の飼育状況. 森林野生動物研究会誌, 19, 51-57. https://doi.org/10.18987/jjwrs.19.0_51
- 大井徹, 鈴木一生, 堀野眞一, & 三浦慎悟. (1993). ニホンジカの空中カウントと地上追い出しカウントの比較. 哺乳類科学, 33(1), 1-8. https://doi.org/10.11238/mammalianscience.33.1
- 山崎三郎, 山田文雄, 小泉透, & 北原英治. (1993). 魚梁瀬地方におけるシカ・カモシカ等の分布と造林木被害. 日本林学会関西支部論文集, 2, 205-208. https://doi.org/10.20660/safskansai.2.0_205
- 古林賢恒. (1994). 野生生物を保護管理すること. 森林科学, 11, 14-25. https://doi.org/10.11519/jjsk.11.0_14
- 堀野眞一, 大井徹, & 三浦慎悟. (1994). 赤外線によるニホンジカ空中センサス法の開発. 哺乳類科学, 33(2), 99-107. https://doi.org/10.11238/mammalianscience.33.99
- 松山玲子, 井上文英, 砂川勝徳. (1994). ケラマジカ (Cervus Kerramae) の赤血球膜タンパクの SDS-PAGE 分析. 醫學と生物學, 128(5), 243-245. https://dl.ndl.go.jp/pid/3391481/1/22
- 森啓至, & 藤曲正登. (1994). フタトゲチマダニ (Haemaphysalis longicornis Neumann) が植物上に静止する高さについて. 衛生動物, 45(4), 367-371. https://doi.org/10.7601/mez.45.367
- 西川禎彦. (1994). ニホンジカによるスギさし木クローンの被害 (I): クローンの成長と被害 (育種). 日本林学会関西支部論文集, 3, 141-144. https://doi.org/10.20660/safskansai.3.0_141
- 塩見晋一, & 上山泰代. (1994). ニホンジカの捕獲方法について (I): 小型檻による捕獲の一例 (保護). 日本林学会関西支部論文集, 3, 179-180. https://doi.org/10.20660/safskansai.3.0_179
- 山根正伸. (1994). フィンランドにおけるシカ類による被害の補償制度. 森林計画学会誌, 22, 67-71. https://doi.org/10.20659/jjfp.22.0_67
- 藤森隆郎. (1995). 森林利用管理と野生動物. 森林科学, 15, 29-34. https://doi.org/10.11519/jjsk.15.0_29
- 古林賢恒. (1995). 丹沢山地札掛地区における植物成長期のニホンジカの食物利用可能量. 野生生物保護, 1(2), 97-106. https://doi.org/10.20798/wildlifeconsjp.1.2_97
- 森啓至, 角田隆, & 藤曲正登. (1995). 千葉県におけるニホンジカ Cervus nippon Temminck 寄生マダニ類. 衛生動物, 46(3), 313-316. https://doi.org/10.7601/mez.46.313
- 上山泰代. (1995). 兵庫県南但馬におけるシカ個体群動態 (保護). 日本林学会関西支部論文集, 4, 155-158. https://doi.org/10.20660/safskansai.4.0_155
- 塩見晋一, & 上山泰代. (1995). ニホンジカの生息と環境との関係 (I): 朝来町における生息動態と環境に関する一考察 (保護). 日本林学会関西支部論文集, 4, 153-154. https://doi.org/10.20660/safskansai.4.0_153
- 塩見晋一, 高屋一人司, & 上山泰代. (1995). ラジオテレメトリによるニホンジカの行動調査 (I): 異なる 2 地域における結果 (保護). 日本林学会関西支部論文集, 4, 147-150. https://doi.org/10.20660/safskansai.4.0_147
- 高屋一人司, 塩見晋一, & 上山泰代. (1995). ラジオテレメトリによるニホンジカの行動調査 (II): 里山における生息動態と環境要因の関係 (保護). 日本林学会関西支部論文集, 4, 151-152. https://doi.org/10.20660/safskansai.4.0_151
- 土屋俊幸. (1995). 森林の保全・管理と市民. 森林科学, 15, 68-69. https://doi.org/10.11519/jjsk.15.0_68
- 由井正敏. (1995). 野生動物と人間との摩擦. 森林科学, 15, 26-29. https://doi.org/10.11519/jjsk.15.0_26
- 揚妻直樹. (1996). 屋久島の自然保護と野生生物. ワイルドライフ・フォーラム, 2(2), 23-32. https://doi.org/10.20798/wildlifeforum.2.2_23
- 遠藤秀紀. (1996). シリーズ 日本の哺乳類 種名検討編, 日本産偶蹄類の学名· 和名について. 哺乳類科学, 35(2), 203-209. https://doi.org/10.11238/mammalianscience.35.203
- 今田忠男, 坪井孝益, 高橋伸和, 浜岡隆文, 播谷亮, 宮本亨, & 村田英雄. (1996). ニホンジカにおける 8 種類の牛ウイルスに対する抗体調査. 日本野生動物医学会誌, 1(1), 42-44. https://doi.org/10.5686/jjzwm.1.38
- 増子孝義, 相馬幸作, & 石島芳郎. (1996). 野生エゾシカ (Cervus nippon yesoensis) の胃内容物重量. 日本草地学会誌, 42(2), 176-177. https://doi.org/10.14941/grass.42.176
- 三浦慎悟. (1996). 野生動物の年齢. 森林科学, 18, 50. https://doi.org/10.11519/jjsk.18.0_50
- 三浦愼悟. (1996). わが国の哺乳類の多様性とその保全―とくに大型哺乳類との共存をめぐって―. 森林科学, 16, 52-56. https://doi.org/10.11519/jjsk.16.0_52
- 落合啓二. (1996). カモシカ・シカの生息数をしらべる. 森林科学, 17, 65. https://doi.org/10.11519/jjsk.17.0_65
- 尾崎真也, & 塩見晋一. (1996). ニホンジカの森林タイプ別利用状況について (保護). 日本林学会関西支部論文集, 5, 161-164. https://doi.org/10.20660/safskansai.5.0_161
- 李玉春, 丸山直樹, 小金澤正昭, & 神崎伸夫. (1996). 日光におけるニホンジカの越冬地拡大, 個体群成長と地球温暖化との関係. 野生生物保護, 2(1), 23-35. https://doi.org/10.20798/wildlifeconsjp.2.1_23
- 塩見晋一, & 尾崎真也. (1996). ニホンジカの生息と環境との関係 (保護). 日本林学会関西支部論文集, 5, 165-168. https://doi.org/10.20660/safskansai.5.0_165
- 白石利郎, 中口良子, 羽山伸一, 時田昇臣, 古林賢恒, & 山根正伸. (1996). 飼育下における丹沢産ニホンジカの体重と採餌量の季節変動. 日本野生動物医学会誌, 1(2), 119-124. https://doi.org/10.5686/jjzwm.1.119
- 宇野裕之, 梶光一, 鈴木正嗣, 山中正美, & 増田泰. (1996). アルパインキャプチャーによるニホンジカの大量捕獲法の検討. 哺乳類科学, 36(1), 25-32. https://doi.org/10.11238/mammalianscience.36.25
- 數奈穗子, 和田恵次. (1996) 奈良公園のニホンジ力・休息集団における侗体配置. 南紀生物, 38(2), 79-86.https://www.researchgate.net/publication/303940915_Spatial_patterns_of_individuals_within_resting_groups_of_sika_deer_in_Nara_Park
- 山下伸夫, & 佐々木均. (1996). 6 ニホンジカを吸血するカ類. 衛生動物, 47(2), 188. https://doi.org/10.7601/mez.47.188_3
- 古林賢恒, & 山根正伸. (1997). 丹沢山地長尾根での森林皆伐後のニホンジカとスズタケの変動. 野生生物保護, 2(4), 195-204. https://doi.org/10.20798/wildlifeconsjp.2.4_195
- 岸本真弓. (1997). 日本における保護管理活動と獣医学. 日本野生動物医学会誌, 2(1), 3-8. https://doi.org/10.5686/jjzwm.2.3
- 増子孝義, 相馬幸作, 熊谷弘美, 高崎興平, 亀山祐一, & 石島芳郎. (1997). エゾシカ (Cervus nippon yesoensis) における乾草, ヘイキューブおよびサイレージの消化率と窒素出納. 日本草地学会誌, 43(1), 32-36. https://doi.org/10.14941/grass.43.32
- 尾崎真也, & 塩見晋一. (1997). 兵庫県南但馬地方におけるニホンジカによるスギ幼齢木樹皮摂食害の実態. 森林応用研究, 6, 199-200. https://doi.org/10.20660/applfor.6.0_199
- 須田知樹. (1997). ツシマジカの食性と食物選択性. 野生生物保護, 2(3), 125-134. https://doi.org/10.20798/wildlifeconsjp.2.3_125
- 高橋康夫, 犬飼雅子, 井口和信, 高橋郁雄, & 山本博一. (1997). エゾシカの食害による森林被害: 岩魚沢大型固定試験地の事例 (会員研究発表論文). 日本林学会北海道支部論文集, 45, 84-87. https://doi.org/10.24494/jfshb.45.0_84
- 手嶋洋子, & 丸山直樹. (1997). 関東地方の鳥獣保護区の高度分布と面積. ワイルドライフ・フォーラム, 2(4), 143-151. https://doi.org/10.20798/wildlifeforum.2.4_143
- 山口信一, 矢島崇, 渋谷正人, & 高橋邦秀. (1997). 散布種子および埋土種子からみたエゾシカ高密度生息地における植生回復の可能性. 森林立地, 39(2), 94-100. https://doi.org/10.18922/jjfe.39.2_94
- 山根正伸, 古林賢恒, & 羽太博樹. (1997). 丹沢山のスズタケ退行地域におけるニホンジカの越冬期の生息地利用. 野生生物保護, 2(4), 185-193. https://doi.org/10.20798/wildlifeconsjp.2.4_185
- 山根正伸, 羽山伸一, 白石利郎, 吉村格, & 古林賢恒. (1997). 異なる栄養条件下におけるニホンジカの成長過程-丹沢山地に生息する野生個体と飼育個体の比較. 日本野生動物医学会誌, 2(1), 59-66. https://doi.org/10.5686/jjzwm.2.59
- 安本守宏, 柳瀬毅, 村松康和, 上野弘志, & 森田千春. (1997). 北日本のシカにおける Q 熱の抗体調査. 日本野生動物医学会誌, 2(2), 101-106. https://doi.org/10.5686/jjzwm.2.101
- 浅田正彦, & 落合啓二. (1998). 「日本各地域におけるシカ管理の現状」, 千葉県におけるニホンジカの保護管理の現状. 哺乳類科学, 38(2), 324-331. https://doi.org/10.11238/mammalianscience.38.324
- 濱崎伸一郎. (1998). 「日本各地域におけるシカ管理の現状」, 兵庫県のシカ管理の現状と課題. 哺乳類科学, 38(2), 332-333. https://doi.org/10.11238/mammalianscience.38.332
- 平川浩文, & 梶光一. (1998). 「日本各地域におけるシカ管理の現状」,「日本各地域におけるシカ管理の現状」 特集にあたって. 哺乳類科学, 38(2), 299-300. https://doi.org/10.11238/mammalianscience.38.299
- 伊藤健彦, & 高槻成紀. (1998). 金華山島におけるシバ群落のシカ収容力: 季節的変化とシカへの影響. ワイルドライフ・フォーラム, 4(1), 11-12. https://doi.org/10.20798/wildlifeforum.4.1_11
- 梶光一, 平川浩文, 常田邦彦, & 宇野裕之. (1998). ニホンジカの管理方法. 哺乳類科学, 38(1), 187-190. https://doi.org/10.11238/mammalianscience.38.187
- 神崎伸夫, 丸山直樹, 小金澤正昭, & 谷口美洋子. (1998). 栃木県日光のニホンジカによる樹木剥皮. 野生生物保護, 3(2), 107-117.  https://doi.org/10.20798/wildlifeconsjp.3.2_107
- 小金澤正昭. (1998). 「日本各地域におけるシカ管理の現状」, 栃木県におけるニホンジカ保護管理計画と管理方法. 哺乳類科学, 38(2), 317-323.　https://doi.org/10.11238/mammalianscience.38.317
- 松本薫. (1998). 屋久島. 森林科学, 22, 41-46. https://doi.org/10.11519/jjsk.22.0_41
- 三浦慎悟. (1998). 「日本各地域におけるシカ管理の現状」,< コメント> 自由集会 「ニホンジカの管理方法」 に出席して. 哺乳類科学, 38(2), 342-342. https://doi.org/10.11238/mammalianscience.38.342
- 長崎泰則. (1998). PET ボトルを利用したシカの食害対策. 森林応用研究, 7, 181-182. https://doi.org/10.20660/applfor.7.0_181
- 永田純子. (1998). Deer 98 (第 4 回国際シカ生物学会議) に参加して. 哺乳類科学, 38(2), 346-347. https://doi.org/10.11238/mammalianscience.38.346
- 中村誠幹, & 網倉和弘. (1998). チューブ法によるシカの食害防止について: シカと林業の共存を目指して. 森林応用研究, 7, 75-78. https://doi.org/10.20660/applfor.7.0_75
- 尾崎真也, & 塩見晋一. (1998). ニホンジカによるスギ幼齢木樹皮摂食害: 被害, 糞粒密度および林床植生の関係. 森林応用研究, 7, 135-138. https://doi.org/10.20660/applfor.7.0_135
- 須田知樹. (1998). ニホンジカ個体群の管理密度に関する考え方. ワイルドライフ・フォーラム, 4(1), 7-10. https://doi.org/10.20798/wildlifeforum.4.1_7
- 高槻成紀. (1998). 「日本各地域におけるシカ管理の現状」,< コメント> シカ個体数管理の大合唱を聞きながら. 哺乳類科学, 38(2), 340-341. https://doi.org/10.11238/mammalianscience.38.340
- 玉手英利. (1998). スコットランドにおける偶蹄類の生態遺伝学的研究. 哺乳類科学, 38(2), 358-360. https://doi.org/10.11238/mammalianscience.38.358
- 常田邦彦, 北浦賢治, & 須田和樹. (1998). 「日本各地域におけるシカ管理の現状」, 長崎県対馬におけるニホンジカのコントロール. 哺乳類科学, 38(2), 334-339. https://doi.org/10.11238/mammalianscience.38.334
- 宇野裕之, 横山真弓, & 高橋学察. (1998). 北海道阿寒国立公園におけるエゾシカ (Cervus nippon yesoensis) の冬期死亡. 哺乳類科学, 38(2), 233-246. https://doi.org/10.11238/mammalianscience.38.233
- 渡辺彰, 佐藤博, 松本光人, & 甫立孝一. (1998). 貯蔵中に発生する鹿肉の不快臭と脂質酸化. 日本畜産学会報, 69(5), 489-492. https://doi.org/10.2508/chikusan.69.489
- 哺乳類保護管理専門委員会. (1999). 移入哺乳類への緊急対策に関する大会決議. 哺乳類科学, 39(1), 115-129.　https://doi.org/10.11238/mammalianscience.39.115
- 金森弘樹, 周藤成次, 扇大輔, 河井美紀子, 井ノ上二郎, & 大国隆二. (1999). 島根半島弥山山地におけるニホンジカのライトセンサス. 森林応用研究, 8, 183-186. https://doi.org/10.20660/applfor.8.0_183
- 笠井孝正, 境博成, 石島芳郎, & 長谷川忠男. (1999). エゾシカ肉の一般成分, 脂質性状および無機質含量. 日本食品科学工学会誌, 46(11), 710-718. https://doi.org/10.3136/nskkk.46.710
- Kumi Matsuno, Misako Urabe . (1999) Male-female interactions of sika deer (Cervus nippon) in Nara Park through allogrooming during breeding and rutting seasons. Journal of Ethology, 17(1), 41-49. https://doi.org/10.1007/BF02769296
- 丸山直樹, 神崎伸夫, 保野濃子, & 小金澤正昭. (1999). 日光国立公園の自然とニホンジカによる森林被害に関する観光客の意識. 野生生物保護, 4(2), 103-108. https://doi.org/10.20798/wildlifeconsjp.4.2_103
- 増田隆一. (1999). 遺伝子から検証する哺乳類のブラキストン線. 哺乳類科学, 39(2), 323-328. https://doi.org/10.11238/mammalianscience.39.323
- 永田純子. (1999). 日本産偶蹄類の遺伝学的知見とブラキストン線について. 哺乳類科学, 39(2), 343-350. https://doi.org/10.11238/mammalianscience.39.343
- 大井徹. (1999). ニホンジカによる林業被害防除のための生態学的研究. 東北森林科学会誌, 4(2), 25-28. https://doi.org/10.18982/tjfs.4.2_25
- 櫻木まゆみ, 丸谷知己, & 土肥昭夫. (1999). 樹木年代学的手法による山地流域のニホンジカ生息密度• 分布域の時間的変化の再現. 日本林學會誌, 81(2), 147-152. https://doi.org/10.11519/jjfs1953.81.2_147
- 城間恒宏. (1999). 戦前の史料にみるケラマジカの記述. 史料編集室紀要, 24, 95-116.
- 高槻成紀. (1999). 生物多様性の保全を考える—有蹄類の採食と群落の多様性を例に—. 哺乳類科学, 39(1), 65-74. https://doi.org/10.11238/mammalianscience.39.65
- 矢ヶ崎朋樹, 星直斗, & 原田修平. (1999). 植生保護柵の設置が林床植生の種組成に及ぼす初期の効果について-丹沢山ブナ林域の例. 生態環境研究, 6(1), Body12. https://doi.org/10.24600/ecohabitat.6.1_Body12

2000年代
- 遠藤晃, 土肥昭夫, 伊澤雅子, 矢部恒晶, & 辻高史. (2000). シカ用生け捕りワナ EN-TRAP の試作· 適用. 哺乳類科学, 40(2), 145-153. https://doi.org/10.11238/mammalianscience.40.145
- 城間恒宏. (2000). ケラマジカの形態. みどりいし, (11), 8-11. https://www.amsl.or.jp/midoriishi/1104.pdf
- 高橋春成. (2000) 奈良公園を訪れた人びとのシカ認識. 総合研究所所報, (8), 91-100.https://nara-u.repo.nii.ac.jp/records/2002563
- 立澤史郎. (2000). 第 7 回国際生態学会議と第 4 回国際シカ類生物学会議の報告—学会四輪走行のすすめ—, 第 10 回北極圏有蹄類会議と北極圏有蹄類学会の設立. 哺乳類科学, 40(2), 207-212. https://doi.org/10.11238/mammalianscience.40.207
- 玉手英利, 真室里香, 伊津雅子, 城間恒宏, 土肥昭夫. (2000). Genetic Differentiation among Subspecies of the Sika Deer (Cervus nippon), with Special Reference to the Phylogeny of Cn keramae in the Kerama Island Group. Tropics, 10(1), 73-78. https://doi.org/10.3759/tropics.10.73
- 鳥居春己. (2000) 奈良公園におけるニホンジカ Cervus nippon の胃内容物分析. 関西自然保護機構会誌, 22, 13-15.
- 當間順一. (2001). ケラマジカの生態. みどりいし, (12), 9-11. https://www.amsl.or.jp/midoriishi/1203.pdf
- 前迫ゆり. (2001) 奈良公園および春日山原始林におけるシカの採食に対する変化. 奈良植物研究, 23, 21-25.
- 立澤史郎, 藤田和. (2001) シカはどうしてここにいるー市民調査を通して見た 「奈良のシカ」 保全上の課題ー. 関西自然保護機構会誌, 23, 127-140.
- 渡辺伸一. (2001) 保護獣による農業被害への対応―「奈良のシカ」 の事例―. 環境社会学研究, 7, 129-144. https://doi.org/10.24779/jpkankyo.7.0_129
- 前迫ゆり. (2002) 春日山原始林と草食保護獣ニホンジカの共存を探る. 植生学会誌, 19(1), 61-67. https://doi.org/10.15031/vegsci.19.61
- 城間恒宏. (2002). ケラマジカの由来に関する若干の考察. 史料編集室紀要, 27, 209-218.
- 立澤史郎, 藤田和, 伊藤真子. (2002) 奈良公園平地部におけるニホンジカの個体数変動. 関西自然保護機構会報, 24(1), 3-14.
- 小倉剛, 川島由次, 金城輝雄, 比嘉源和, 石橋治, 新妻淳, & 座間味満. (2003). 骨折により死亡したケラマジカ (Cervus nippon keramae) の 1 例. 日本野生動物医学会誌, 8(1), 55-62. https://doi.org/10.5686/jjzwm.8.55
- Ohba, M., & Lee, D. H. (2003). Bacillus thuringiensis associated with faeces of the Kerama‐jika, Cervus nippon keramae, a wild deer indigenous to the Ryukyus, Japan. Journal of Basic Microbiology, 43(2), 158-162. https://doi.org/10.1002/jobm.200390016
- 丹敦, 渡辺伸一. (2004) 奈良公園周辺における鹿垣の分布とその残存状況: フィールドワークに基づく報告と考察. 奈良教育大学紀要 人文・社会科学, 53(1), 165-180. https://nara-edu.repo.nii.ac.jp/records/7803
- 松村みちる, 和田恵次, 前迫ゆり. (2004) 行動観察からみたニホンジカの樹皮剥ぎの特徴. 野生生物保護, 9(1), 1-7. https://doi.org/10.20798/wildlifeconsjp.9.1_1
- 山城明日香, 山城考, 土肥昭夫, 伊澤雅子, 遠藤晃. (2004). ケラマジカ (Cervus nippon keramae) の食性: 糞分析および食痕調査から. 野生生物保護, 9(1), 47-61. https://doi.org/10.20798/wildlifeconsjp.9.1_47
- 前迫ゆり, 和田恵次, 松村みちる. (2006) 奈良公園におけるニホンジカの樹皮剥ぎ. 植生学会誌, 23(1), 69-78.　https://doi.org/10.15031/vegsci.23.69
- Masahiro Yamada, Eiji Hosoi, Hidetoshi B. Tamate, Junco Nagata, Shirow Tatsuzawa, Hiroyuki Tado, Shinobu Ozawa. (2006) Distribution of two distinct lineages of sika deer (Cervus nippon) on Shikoku Island revealed by mitochondrial DNA analysis. Mammal Study, 31(1), 23-28. https://doi.org/10.3106/1348-6160(2006)31%5B23:DOTDLO%5D2.0.CO;2
- Yamashiro, A., & Yamashiro, T. (2006). Seed dispersal by Kerama deer (Cervus nippon keramae) on Aka Island, the Ryukyu Archipelago, Japan 1. Biotropica: The Journal of Biology and Conservation, 38(3), 405-413. https://doi.org/10.1111/j.1744-7429.2006.00158.x
- 遠藤晃. (2007). 地域に根ざしたケラマジカの持続的保全-島の子ども達とともに. プロ ナトゥーラ ファンド第 16 期助成成果報告書, 63-69.
- 前迫ゆり, 名波哲, 神崎護. (2007) 春日山照葉樹林に侵入した外来種ナギとナンキンハゼの空間分布. 植生学会誌, 24(2), 103-112. https://doi.org/10.15031/vegsci.24.103
- 立澤史郎. (2007) 政策提言型市民調査はなぜ失敗したか?――野生生物保全分野の経験から――. 環境社会学研究, 13, 33-47. https://doi.org/10.24779/jpkankyo.13.0_33
- 鳥居春己, 高野彩子. (2007) 春日山におけるニホンジカ (Cervus nippon) によるイズセンリョウ (Maesa japonica) の採食. 関西自然保護機構会報, 29, 65-66.
- 鳥居春己, 高野彩子, 景山真穂子, 原沢牧子. (2007) 奈良公園春日山原始林におけるニホンジカ密度推定の試み. 関西自然保護機構会誌, 28, 193-200.
- 渡辺伸一. (2007) 「奈良のシカ」 による農業被害対策の理念と現実―奈良公園周辺農家へのアンケート調査をふまえて―. 奈良教育大学附属自然環境教育センター紀要, 8, 23-41. https://nara-edu.repo.nii.ac.jp/records/11149
- 遠藤晃. (2008). 亜熱帯に棲む鹿、ケラマジカ. みどりいし, (19), 25-29. https://www.amsl.or.jp/midoriishi/19_06.pdf
- 萩原克郎, 辻正義, 川渕貴子, 鳥居春己, 小林朋子, 浅川満彦, 石原智明. (2008) 奈良公園におけるニホンジカ Cervus nippon の E 型肝炎ウイルス疫学調査 (ウイルス学). 日本野生動物医学会誌, 13(1), 35-37. https://doi.org/10.5686/jjzwm.13.35
- 塚田森生. (2008) ニホンジカの摂食によって植生が変化した奈良公園におけるトサカグンバイの生活史形質の遺伝的な変化. 日本森林学会誌, 90(5), 348-355. https://doi.org/10.4005/jjfs.90.348
- Ryo O. Suzuki, Teiko Kato, Yuri Maesako, Akio Furukawa. (2009) Morphological and population responses to deer grazing for herbaceous species in Nara Park, western Japan. Plant species biology, 24(3), 145-155. https://doi.org/10.1111/j.1442-1984.2009.00250.x
- 鳥居春己, 高野彩子. (2009) 大腿骨骨髄による奈良公園シカの栄養診断. 奈良教育大学附属自然環境教育センター紀要, 9, 5-9. https://nara-edu.repo.nii.ac.jp/records/12203
- 鳥居春己, 高野彩子. (2009) 奈良春日山原始林におけるニホンジカによる樹木剥皮. 奈良教育大学附属自然環境教育センター紀要 10, 25-30. https://nara-edu.repo.nii.ac.jp/records/12209

2010年代
- 市川彩代子. (2010) 奈良公園のニホンジカ Cervus nippon は母ジカ以外からも哺乳するか. 奈良教育大学附属自然環境教育センター紀要, 11, 33-40. https://nara-edu.repo.nii.ac.jp/records/8574
- 前迫ゆり. (2010) カメラトラップ法による春日山照葉樹林の哺乳類と鳥類. 大阪産業大学人間環境論集, 9, 79-96. https://osu.repo.nii.ac.jp/records/462
- 林朋子, 鳥居春己, 川渕貴子, 辻正義, 谷山弘行, 遠藤大二, 板垣匡, 浅川満彦. (2011) 奈良公園におけるニホンジカ Cervus nippon の肝蛭症および消化管内寄生虫相. 奈良教育大学自然環境教育センター紀要, 12, 1-8.　https://rakuno.repo.nii.ac.jp/records/3143
- Ishikawa, H. (2011). Seed contents of sika deer (Cervus nippon) dung and the fate of seeds in a temperate short grassland in an urban park in Japan. Journal of Ecology and Environment, 34(3), 295-305. https://doi.org/10.5141/JEFB.2011.032
- 鳥居春己, 石川周. (2011) 奈良公園ニホンジカの初期死亡率の推定. 奈良教育大学自然環境教育センター紀要, 12, 9-12 https://nara-edu.repo.nii.ac.jp/records/9726
- 新城明久. (2012). ケラマジカ (Cervus nippon keramae) の起源に関する一考. 畜産の研究, 66(4), 459-463. https://agriknowledge.affrc.go.jp/RN/2010831448.pdf
- 渡辺伸一. (2012) < 半野生> 動物の規定と捕獲をめぐる問題史-なぜ 「奈良のシカ」 の規定は二つあるのか?-. 奈良教育大学紀要. 人文・社会科学, 61(1), 109-119.https://nara-edu.repo.nii.ac.jp/records/11801
- 石田仁. (2013). 特集 「シカの採食圧による植生被害防除と回復」 1983~ 1984 年時点での慶良間群島阿嘉島におけるケラマジカの樹皮剥皮. 日本緑化工学会誌, 39(2), 272-275. https://doi.org/10.7211/jjsrt.39.272
- 鳥居春己, 荒木良太, 乾久子. (2013) 春日山原始林で死亡したニホンジカ胃内容物分析の一例. 奈良教育大学自然環境教育センター紀要, 14, 21-24. https://nara-edu.repo.nii.ac.jp/records/11971
- 遠藤晃. (2014). スポットライトセンサスによる沖縄県座間味村阿嘉島におけるケラマジカの生息実態調査. 南九州大学研報A 44, 67-72. https://agriknowledge.affrc.go.jp/RN/2010872633.pdf
- 坂井明澄, 鳥居春己. (2014) 奈良公園で死亡したニホンジカ Cervus nippon から採取したマダニ類について. 奈良教育大学自然環境教育センター紀要, 15, 27-34. https://nara-edu.repo.nii.ac.jp/records/12625
- 渡辺伸一. (2014) 観光地における動物との接触事故への対応-「奈良のシカ」 の事例. 奈良教育大学紀要. 人文・社会科学, 63(1), 99-113. https://nara-edu.repo.nii.ac.jp/records/10285
- 岩尾研二. (2015). 慶良間列島の外来動物. みどりいし, (26), 24-34. https://www.amsl.or.jp/midoriishi/26_24.pdf
- 前迫ゆり. (2015) 春日曼荼羅と最古の地図から読みとる春日山原始林とその周辺の植生景観. 大阪産業大学人間環境論集, 14, 141-151.https://osu.repo.nii.ac.jp/records/556
- 鳥居春己, 高野彩子. (2015) 高密度にニホンジカ (Cervus nippon) が棲息する奈良公園におけるシバ地植生の生産量. 奈良教育大学自然環境教育センター紀要, 16, 37-43. https://nara-edu.repo.nii.ac.jp/records/10348
- 辻野亮. (2015) 奈良公園平坦地におけるニホンジカ生息環境評価のための相観植生図. 奈良教育大学自然環境教育センター紀要, 16, 45-50. https://nara-edu.repo.nii.ac.jp/records/10349
- 山田実央, 和田恵次. (2015) 奈良公園におけるニホンジ力と鳥類の関係. 南紀生物, 57(2), 85-90. https://www.researchgate.net/publication/304017204_Relationship_between_sika_deer_and_birds_in_Nara_Park_Japan
- Yamashiro, A., Endo, A., Kuwataka, H., Matsumoto, Y., & Yamashiro, T. (2015). Geographic origin and genetic structure of introduced Sika deer, Kerama deer (Cervus nippon keramae) on Ryukyus inferred from mitochondrial DNA sequences. Mammal Study, 40(3), 187-192. https://doi.org/10.3106/041.040.0306
- Sakurako Akita, Yoko Wada, Keiji Wada, Harumi Torii (2016) Variation and social influence of bowing behavior by sika deer (Cervus nippon). Journal of ethology, 34, 89-96. https://doi.org/10.1007/s10164-015-0451-7
- 東城義則. (2016) 動物群の頭数増減をめぐる環境史――戦時期奈良公園におけるシカを事例に. 生物学史研究, 94, 65-68. https://doi.org/10.24708/seibutsugakushi.94.0_65
- 岡崎重史, 辻野亮. (2017) 奈良公園におけるニホンジカの空間分布の季節変動. 奈良教育大学自然環境教育センター紀要, (18), 45-54. https://nara-edu.repo.nii.ac.jp/records/12899
- Rie Usui, Carolin Funck. (2017) Not quite wild, but not domesticated either: Contradicting management decisions on free-ranging sika deer (Cervus nippon) at two tourism sites in Japan. Wildlife Tourism, Environmental Learning and Ethical Encounters: Ecological and Conservation Aspects, 247-261. https://doi.org/10.1007/978-3-319-55574-4_16
- 渡辺伸一. (2017) 奈良のシカ保護管理の歩みとこれから―その社会学的検討―. 生物学史研究, 96, 35-52. https://doi.org/10.24708/seibutsugakushi.96.0_35
- 前迫ゆり, 幸田良介, 佐々木奨, 杉浦聖斗, 花谷祐哉. (2018) 世界文化遺産春日山原始林におけるニホンジカの森林利用. 地域自然史と保全, 40(2), 83-91.
- 水谷知生, 平侑子. (2018) 近世奈良の鹿研究における道中日記の有用性. 奈良県立大学研究季報, 29(2), 19-51. https://narapu.repo.nii.ac.jp/records/1578
- 平侑子, 水谷知生. (2018) 江戸中後期における旅人と奈良の鹿との関係: 道中日記に見る宗教性と娯楽. 動物観研究, 23, 3-12.
- 城間恒宏, 當間順一. (2019). 特別寄稿－沖縄の動物たち：ケラマジカ. 沖縄生物学会誌, (57), 47-56.

2020年代
- Hayashi, S., Kubo, M. O., Sánchez-Villagra, M. R., Taruno, H., Izawa, M., Shiroma, T., Nakano, T., & Fujita, M. (2023). Variation and process of life history evolution in insular dwarfism as revealed by a natural experiment. Frontiers in Earth Science, 11, 1095903. https://doi.org/10.3389/feart.2023.1095903
- Ishida-Kuroki, K., Takeshita, N., Nitta, Y., Chuma, T., Maeda, K., Shimoda, H., Takano, A., Sekizaki, T. (2020) 16S rRNA gene amplicon sequence data from feces of wild deer (Cervus nippon) in Japan. Microbiology Resource Announcements, 9(22), 10-1128. https://doi.org/10.1128/mra.00368-20
- 西村海, 辻野亮. (2020) 奈良公園におけるニホンジカオスの体サイズクラスの違いが繁殖行動の発現頻度と季節性に及ぼす影響. 奈良教育大学自然環境教育センター紀要, 21, 9-19. https://nara-edu.repo.nii.ac.jp/records/13401
- 岡崎重史, 辻野亮. (2020) 奈良公園におけるニホンジカのサイズクラスによる行動比率の季節変化. 哺乳類科学, 60(2), 181-189. https://doi.org/10.11238/mammalianscience.60.181
- Ikushima, Shiori., Torii, Harumi., Asano, Makoto., Suzuki, Masatsugu., Asai, Tetsuo. (2021) Clonal spread of quinolone-resistant Escherichia coli among sika deer (Cervus nippon) inhabiting an urban city park in Japan. The Journal of Wildlife Diseases, 57(1), 172-177. https://doi.org/10.7589/JWD-D-19-00005
- 川口⻯助, 安藤剛, 後藤安宣. (2021) 奈良公園の鹿が関係した外傷症例 49 例の検討：記述疫学研究. 日本救急医学会雑誌, 32(10), 543-548.https://doi.org/10.1002/jja2.12630
- 南正人. (2021) 奈良公園と金華山におけるニホンジカの発情声 Howl の頻度の日周変化. 動物の行動と管理学会誌, 57(2), 31-38. https://doi.org/10.20652/jabm.57.2_31
- 水谷知生,平侑子, (2021) [研究ノート] 近世近代の奈良に関する案内記類にみる鹿. 奈良県立大学研究季報, 32(1), 41-76. https://narapu.repo.nii.ac.jp/records/1930
- 山中康彰, 辻野亮, 鳥居春己. (2021) 春日山原始林に生息するニホンジカの空間分布. 奈良教育大学自然環境教育センター紀要, 22, 11-20. https://nara-edu.repo.nii.ac.jp/records/13520
- 山中康彰, 辻野亮, 鳥居春己. (2021) スポットライトセンサス法とカメラトラップ法で確認した春日山原始林の哺乳類相. 奈良教育大学自然環境教育センター紀要, 22, 21-30. https://nara-edu.repo.nii.ac.jp/records/13523
- 鳥居春己. (2021) 奈良県のニホンジカ. 自然と教育, 31, 18-21. https://nara-edu.repo.nii.ac.jp/records/2000182
- 福本芙美香, 辻野亮. (2022) 奈良公園内におけるニホンジカメスの繁殖行動と交尾相手選択. 奈良教育大学自然環境教育センター紀要, 23, 13-22. https://nara-edu.repo.nii.ac.jp/records/13607
- 前迫ゆり. (2022) 照葉樹林に侵入した外来木本種の拡散にニホンジカが与える影響. 日本生態学会誌, 72(1), 5. https://doi.org/10.18960/seitai.72.1_5
- 平侑子, 水谷知生. (2022) 明治期における旅行者と奈良のシカの関係-外国人旅行記の分析から―. ヒトと動物の関係学会誌, 62, 48-60.
- Ikushima Shiori, Torii Harumi, Sugiyama Michiyo, Asai Tetsuo. (2023) Characterization of quinolone-resistant and extended-spectrum β-lactamase-producing Escherichia coli derived from sika deer populations of the Nara Prefecture, Japan. Journal of Veterinary Medical Science, 85(9), 937-941. https://doi.org/10.1292/jvms.23-0069
- 杉山海弥, 辻野亮. (2023) 春日山・高円山・奈良教育大学におけるチョウ類相の変化とその要因. 奈良教育大学自然環境教育センター紀要, 24, 15-28. https://nara-edu.repo.nii.ac.jp/records/13650
- Toshihito Takagi, Ryoko Murakami, Ayako Takano, Harumi Torii, Shingo Kaneko, Hidetoshi B Tamate (2023) A historic religious sanctuary may have preserved ancestral genetics of Japanese sika deer (Cervus nippon). Journal of Mammalogy, gyac120 https://doi.org/10.1093/jmammal/gyac120
- Uehara Haruka, Nishiyama Wakana, Tatsuzawa Shirow, Wada Keiji, Ida Y. Takashi, Yusa Yoichi. (2023) Impacts of the novel coronavirus SARS-CoV-2 on wildlife behaviour via human activities. Plos one, 18(5), e0285893. https://doi.org/10.1371/journal.pone.0285893
- Toshihito Takagi, Harumi Torii, Shingo Kaneko, Hidetoshi B. Tamate (2024) The sacred deer conflict of management after a 1000-year history: Hunting in the name of conservation or loss of their genetic identity. 2024年2月19日 Conservation Science and Practice, e13084. https://doi.org/10.1111/csp2.13084
- 辻野亮. (2024) 自動撮影カメラで確認された奈良教育大学自然環境教育センター奈良実習園に出没 したニホンジカの角切オス. 奈良教育大学自然環境教育センター紀要, 25, 1-8. https://nara-edu.repo.nii.ac.jp/records/2000102
- Liu, H., Zhu, B., Wang, T., Dong, Y., Ju, Y., Li, Y., Su, W., Zhang, R., Dong, S., Wang, H., Zhou, Y., Zhu, Y., Wang, L., Zhang, Z., Zhao, P., Zhang, S., Guo, R., A, E., Zhang, Y., Liu, X., Tamate, H. B., Liang, Q., Ma, D., & Xing, X. (2025). Population genomics of sika deer reveals recent speciation and genetic selective signatures during evolution and domestication. BMC Genomics, 26(1), 1-19. https://doi.org/10.1186/s12864-025-11541-w

## 書籍
- 八田三郎. (1920) 奈良と鹿. 官幣大社春日神社春日神鹿保護会. https://dl.ndl.go.jp/pid/963454/1/1
- 松田尚鉄(1934). 広島県に於ける鹿. https://doi.org/10.11501/1098307
- 大島正満. (1952) 古都の神鹿. 動物の世界 : 科学物語 69-78. https://dl.ndl.go.jp/pid/1623008/1/41